# Deputati della legislatura 2012-2016 della Romania
Questo elenco riporta i nomi dei deputati della legislatura 2012-2016 della Romania dopo le elezioni parlamentari del 2012 per gruppo parlamentare di adesione nella "composizione storica".

## Riepilogo della composizione
Riepilogo dei seggi alle liste
Di seguito tabella riassuntiva del numero dei mandati assegnati a ciascun partito e coalizione ad inizio legislatura.
| Liste                          | Liste                                             | Seggi |
| ------------------------------ | ------------------------------------------------- | ----- |
|                                | Partito Social Democratico                        | 150   |
|                                | Partito Nazionale Liberale                        | 100   |
|                                | Partito Conservatore                              | 13    |
|                                | Unione Nazionale per il Progresso della Romania   | 10    |
| Totale Unione Social-Liberale  | Totale Unione Social-Liberale                     | 273   |
|                                | Partito Democratico Liberale                      | 52    |
|                                | Forza Civica                                      | 3     |
|                                | Partito Nazionale Contadino Cristiano Democratico | 1     |
| Totale Alleanza Romania Giusta | Totale Alleanza Romania Giusta                    | 56    |
|                                | Partito del Popolo-Dan Diaconescu                 | 47    |
|                                | Unione Democratica Magiara di Romania             | 18    |
|                                | Minoranze etniche                                 | 18    |
| Totale                         | Totale                                            | 412   |

Riepilogo dei gruppi parlamentari
Di seguito tabella riassuntiva del numero dei mandati suddivisi per gruppo parlamentare ad inizio e fine legislatura e al 1º gennaio di ogni anno.
| Gruppi parlamentari | Gruppi parlamentari                                          | Inizio | 2013 | 2014 | 2015 | 2016 | Fine | Differenza tra fine e inizio legislatura |
| ------------------- | ------------------------------------------------------------ | ------ | ---- | ---- | ---- | ---- | ---- | ---------------------------------------- |
|                     | Partito Social Democratico                                   | 160    | 160  | 171  | 186  | 180  | 116  | -44                                      |
|                     | Partito Nazionale Liberale                                   | 100    | 100  | 100  | 72   | 117  | 113  | +13                                      |
|                     | Partito Democratico Liberale                                 | 56     | 56   | 46   | 36   | -    | -    | -56                                      |
|                     | Partito del Popolo-Dan Diaconescu                            | 47     | 47   | 24   | 10   | -    | -    | -47                                      |
|                     | Unione Democratica Magiara di Romania                        | 18     | 18   | 18   | 18   | 17   | 16   | -2                                       |
|                     | Partito Conservatore/Alleanza dei Liberali e dei Democratici | 13     | 13   | 18   | 35   | 24   | 29   | +16                                      |
|                     | Unione Nazionale per il Progresso della Romania              | -      | -    | -    | -    | -    | 33   | +33                                      |
|                     | Minoranze etniche                                            | 18     | 18   | 18   | 17   | 17   | 16   | -2                                       |
|                     | Non iscritti                                                 | -      | -    | 10   | 25   | 28   | 24   | +24                                      |
| Totale              | Totale                                                       | 412    | 412  | 405  | 399  | 383  | 347  | -65                                      |
| 1. 2.               |                                                              |        |      |      |      |      |      |                                          |

## Gruppi parlamentari
Partito Social Democratico
Fino al 1º febbraio 2016 composto anche dai membri dell'Unione Nazionale per il Progresso della Romania.
 Presidente 
- Florin Pâslaru (dal 1º febbraio 2016)
- Marian Neacșu (fino al 1º febbraio 2016)

 Vicepresidenti 
- Cornel Itu
- Ion Călin (dal 1º settembre 2016)
- Mircea Titus Dobre (dal 1º settembre 2016)
- Natalia Intotero (dal 1º settembre 2016)
- Gabriela Podașcă (dal 1º settembre 2016)
- Eugen Nicolicea (dal 16 giugno 2016)
- Vasile Ghiorghe Gliga (dal 25 febbraio 2015)
- Ioan Munteanu (dal 2 settembre 2014)
- Ionuț Cristian Săvoiu (dal 2 settembre 2014)
- Sorin Constantin Stragea (fino al 1º settembre 2016)
- Virgil Delureanu (dal 2 settembre 2014 all'8 luglio 2016)
- Constantin Rădulescu (dal 1º febbraio 2016 al 7 luglio 2016)
- Daniel Tudorache (dal 2 settembre 2014 al 4 luglio 2016)
- Viorel Marian Dragomir (dal 2 febbraio 2016 al 23 giugno 2016)
- Eugen Chebac (dal 25 febbraio 2015 al 1º febbraio 2016)
- Valeriu Steriu (dal 2 febbraio 2015 al 1º febbraio 2016)
- Florin Pâslaru (fino al 1º febbraio 2016)
- Laurențiu Chirvăsuță (fino al 2 settembre 2015)
- Claudiu Manda (fino al 2 settembre 2015)
- Horia Grama (fino al 2 settembre 2014 e dal 2 febbraio 2015 al 25 febbraio 2015)
- Adrian Nicolae Diaconu (dall'8 settembre 2014 al 2 febbraio 2015)
- Iuliu Nosa (dal 2 settembre 2014 al 2 febbraio 2015)
- Carmen Ileana Mihălcescu (fino al 2 settembre 2014)
- Vasile Popeangă (fino al 2 settembre 2014)
- Anghel Stanciu (fino al 2 settembre 2014)
- Violeta Tudorie (fino al 2 settembre 2014)

 Segretari 
- Daniel Suciu (dal 1º settembre 2016)
- Emil Niță (dal 2 febbraio 2015)
- Miron Alexandru Smarandache (dal 2 febbraio 2015)
- Mircea Titus Dobre (dal 2 settembre 2013 al 1º settembre 2016)
- Sonia Maria Drăghici (fino al 28 luglio 2016)
- Ana Birchall (dal 2 settembre 2014 al 2 febbraio 2015)
- Dumitru Chiriță (fino al 2 febbraio 2015)
- Vasile Popeangă (dal 2 settembre 2014 al 2 febbraio 2015)
- Anghel Stanciu (dal 2 settembre 2014 al 2 febbraio 2015)
- Violeta Tudorie (dal 2 settembre 2014 al 2 febbraio 2015)
- Cristina Nichita (dal 2 settembre 2013 al 2 settembre 2014)

 Portavoce 
- Simona Bucura-Oprescu (dal 2 febbraio 2015)
- Cristina Nichita (dal 2 febbraio 2015)
- Gabriela Podașcă (dal 2 febbraio 2015 al 1º settembre 2016)
- Daniel Florea (dal 2 febbraio 2015 al 27 giugno 2016)

 Membri 
- Petru Andea
- Radu Babuș
- Mihai Baltă
- Ion Bălan
- Nicolae Bănicioiu
- Daniel Ionuț Bărbulescu
- Eugen Bejinariu
- Ioan Benga
- Ana Birchall
- Valentin Gabriel Boboc
- Gheorghe Dănuț Bogdan
- Simona Bucura-Oprescu
- Corneliu Florin Buicu
- Ion Călin
- Dorel Gheorghe Căprar
- Dan Ciocan
- Tamara Dorina Ciofu
- Vlad Alexandru Cosma
- Dorel Covaci
- Aurelia Cristea
- Victor Cristea
- Petre Daea
- Ioan Dîrzu
- Mircea Titus Dobre
- Andrei Dolineaschi
- Mircea Drăghici
- Ileana Cristina Dumitrache
- Mircea Dușa
- Mihăiță Gaină
- Vasile Ghiorghe Gliga
- Sebastian Ghiță
- Horia Grama
- Sorin Avram Iacoban
- Iulian Iancu
- Ovidiu Cristian Iane
- Natalia Intotero
- Florin Iordache
- Cornel Itu
- Claudiu Manda
- Gheorghe Marin
- Eduard Stelian Martin
- Călin Vasile Andrei Matei
- Flavius Luigi Măduța
- Carmen Mihălcescu
- Manuela Mitrea
- Gavril Mîrza
- Ion Mocioalcă
- Ioan Munteanu
- Rodica Nassar
- Marian Neacșu
- Nicolae Ciprian Nica
- Cristina Nichita
- Bogdan Nicolae Niculescu Duvăz
- Constantin Niță
- Emil Niță
- Iuliu Nosa
- Doina Pană
- Florin Pâslaru
- Ninel Peia
- Octavian Petric
- Rovana Plumb
- Victor Ponta
- Georgian Pop
- Gabriela Podașcă
- Cătălin Rădulescu
- Cristian Rizea
- Lucreția Roșca
- Andrei Valentin Sava
- Ionuț Cristian Săvoiu
- Adrian Constantin Simionescu
- Adrian Solomon
- Ioan Stan
- Anghel Stanciu
- Zisu Stanciu
- Irinel Ioan Stativă
- Alexandru Stănescu
- Sorin Constantin Stragea
- Daniel Suciu
- Gheorghe Șimon
- Lucian Șova
- Viorel Ștefan
- Elena Cătălina Ștefănescu
- Florin Cristian Tătaru
- Cătălin Tiuch
- Angel Tîlvăr
- Rodin Traicu
- Violeta Tudorie
- Mihai Tudose
- Eugen Constantin Uricec
- Radu Costin Vasilică
- Gabriel Vlase
- Mădălin Ștefan Voicu
- Ioan Vulpescu
- Mihai Weber
- Liviu Laza Matiuța (dal 10 ottobre 2016)
- Florian Nicolae (fino al 1º settembre 2015 e dal 10 ottobre 2016)
- Eugen Nicolicea (fino al 1º febbraio 2016 e dal 3 maggio 2016)
- Valentin Blănariu (dal 29 giugno 2015 al 1º febbraio 2016 e dal 28 giugno 2016)
- Laurențiu Chirvăsuță (fino al 1º febbraio 2016 e dal 27 giugno 2016)
- Titi Holban (dal 3 marzo 2014 al 1º febbraio 2016 dal 27 giugno 2016)
- Florin Gheorghe (dal 9 settembre 2014 al 1º febbraio 2016 e dal 4 aprile 2016)
- Dorin Silviu Petrea (fino al 1º febbraio 2016 e dal 30 marzo 2016)
- Florian Daniel Geantă (dal 20 aprile 2015 al 1º febbraio 2016 e dal 16 marzo 2016)
- Radu Stroe (dal 13 gennaio 2015 al 1º febbraio 2016 e dal 14 marzo 2016)
- Tudor Ciuhodaru (dal 29 aprile 2015 al 1º febbraio 2016 e dal 9 marzo 2016)
- Liviu Codîrlă (dal 17 dicembre 2013 al 1º febbraio 2016 e dal 9 marzo 2016)
- Adrian Nicolae Diaconu (dal 1º giugno 2014 al 1º febbraio 2016 e dal 9 marzo 2016)
- Ion Pârgaru (dal 30 marzo 2015 al 1º febbraio 2016 e dal 9 marzo 2016)
- Marian Avram (fino al 24 giugno 2015 e dal 2 febbraio 2016)
- Cezar Cioată (dal 21 dicembre 2015)
- Dumitru Chiriță (fino al 2 febbraio 2015 e dal 21 settembre 2015)
- Dan Bordeianu (dal 18 novembre 2014)
- Florică Bîrsășteanu (dall'11 giugno 2014)
- Laura Marin (dall'11 giugno 2014)
- Călin Potor (dal 18 marzo 2014)
- Miron Alexandru Smarandache (dal 21 ottobre 2013)
- Marcel Ciolacu (fino al 19 dicembre 2016)
- Liviu Dragnea (fino al 19 dicembre 2016)
- Constantin Cosmin Enea (dal 31 marzo 2014 al 5 dicembre 2016)
- Ioan Sorin Roman (fino al 28 novembre 2016)
- Ion Bogdan Mihăilescu (fino all'11 novembre 2016)
- Neviser Zaharcu (fino al 7 novembre 2016)
- Ștefan Petru Dalca (dal 3 agosto 2015 al 1º febbraio 2016 e dal 9 marzo 2016 al 24 ottobre 2016)
- Ion Melinte (dal 18 settembre 2013 al 20 ottobre 2016)
- Ioan Axente (fino al 18 ottobre 2016)
- Romeo Rădulescu (dal 18 febbraio 2016 al 17 ottobre 2016)
- Victor Roman (fino all'11 ottobre 2016)
- Viorel Ionel Blăjuț (dal 27 giugno 2016 al 10 ottobre 2016)
- Liliana Mincă (dal 3 agosto 2015 al 1º febbraio 2016 e dal 9 marzo 2016 al 5 ottobre 2016)
- Ion Eparu (fino al 1º settembre 2016)
- Gheorghe Frăticiu (fino al 21 settembre 2016)
- Marius Manolache (fino al 24 agosto 2016)
- Sonia Maria Drăghici (fino al 28 luglio 2016)
- Liviu Harbuz (fino al 18 luglio 2016)
- Ionel Arsene (fino all'11 luglio 2016)
- Virgil Delureanu (fino all'8 luglio 2016)
- Toader Dima (fino al 7 luglio 2016)
- Constantin Rădulescu (fino al 7 luglio 2016)
- Daniel Tudorache (fino al 4 luglio 2016)
- Ioana Jenica Dumitru (dal 27 giugno 2014 al 1º febbraio 2016 e dal 25 aprile 2016 al 1º luglio 2016)
- Petru Sorin Marica (Dall'11 giugno 2014 al 1º luglio 2016)
- Laurențiu Nistor (fino al 1º luglio 2016)
- Cornel Cristian Resmeriță (fino al 1º luglio 2016)
- Sorin Grindeanu (fino al 29 giugno 2016)
- Mircia Muntean (dal 2 giugno 2014 al 28 giugno 2016)
- Daniel Florea (fino al 27 giugno 2016)
- Viorel Marian Dragomir (fino al 23 giugno 2016)
- Emil Moț (fino al 23 giugno 2016)
- Cosmin Necula (fino al 22 giugno 2016)
- Valeriu Zgonea (fino all'8 giugno 2016)
- Neculai Rățoi (fino al 26 aprile 2016)
- Vlad Marcoci (fino al 20 aprile 2016)
- Camelia Khraibani (fino al 22 marzo 2016)
- Adrian Mocanu (fino al 16 marzo 2016)
- Vasile Popeangă (fino al 9 marzo 2016)
- Constantin Adăscăliței (fino al 7 marzo 2016)
- Luminița-Pachel Adam (dal 18 giugno 2014 al 1º febbraio 2016)
- Marin Anton (dal 9 marzo 2015 al 1º febbraio 2016)
- Camelia Margareta Bogdănici (dal 9 febbraio 2015 al 1º febbraio 2016)
- Constantin Alin Bucur (dal 7 ottobre 2013 al 1º febbraio 2016)
- Mario Ernest Caloianu (dall'11 giugno 2014 al 1º febbraio 2016)
- Eugen Chebac (dal 30 settembre 2013 al 1º febbraio 2016)
- Gheorghe Emacu (fino al 1º febbraio 2016)
- Marian Enache (fino al 1º febbraio 2016)
- Nuțu Fonta (dal 24 febbraio 2014 al 1º febbraio 2016)
- Ioan Hulea (dal 17 dicembre 2013 al 1º febbraio 2016)
- Scarlat Iriza (fino al 2 febbraio 2015 e dal 2 ottobre 2015 al 1º febbraio 2016)
- Constantin Mazilu (fino al 1º febbraio 2016)
- Ioan Mihăilă (dal 24 marzo 2014 al 1º febbraio 2016)
- Constantin Moisii (dal 3 marzo 2014 al 1º febbraio 2016)
- Neagu Murgu (dal 20 dicembre 2013 al 1º febbraio 2016)
- Aurel Niculae (dal 1º agosto 2014 al 1º febbraio 2016)
- Dumitru Niculescu (dal 25 maggio 2015 al 1º febbraio 2016)
- Marioara Nistor (dal 28 maggio 2014 al 1º febbraio 2016)
- Dumitru Iulian Popescu (fino al 1º febbraio 2016)
- Iacob Pușcaș (dal 17 dicembre 2013 al 1º febbraio 2016)
- Ion Răducanu (fino al 1º febbraio 2016)
- Cristian George Sefer (dal 6 settembre 2014 al 1º febbraio 2016)
- Valeriu Steriu (fino al 1º febbraio 2016)
- Ion Tabugan (fino al 1º febbraio 2016)
- Ioan Viorel Teodorescu (dal 23 luglio 2014 al 1º febbraio 2016)
- Laurențiu Țigăeru Roșca (dall'11 agosto 2014 al 1º febbraio 2016)
- Sergiu Constantin Vizitiu (dal 28 maggio 2013 al 1º febbraio 2016)
- Valerian Vreme (dal 7 gennaio 2015 al 1º febbraio 2016)
- Ion Stan (fino al 25 gennaio 2016)
- Mihai Sturzu (fino al 14 dicembre 2015)
- Marian Ghiveciu (fino al 29 settembre 2015)
- Ion Ochi (fino al 1º settembre 2015)
- Gheorghe Ciobanu (fino al 28 luglio 2015)
- Aurel Vlădoiu (fino al 27 luglio 2015)
- Gheorghe Roman (fino al 16 giugno 2015)
- Vasile Mocanu (fino al 20 aprile 2015)
- Andrei Răzvan Condurățeanu (dal 17 dicembre 2013 al 1º aprile 2015)
- Oana Niculescu-Mizil Ștefănescu (fino al 12 marzo 2015)
- Florin Mihai Secară (dal 20 agosto 2014 al 4 marzo 2015)
- Monica Iacob-Ridzi (dal 14 ottobre 2014 al 16 febbraio 2015)
- Florentin Gust Băloșin (fino al 2 febbraio 2015)
- Miron Mitrea (fino al 2 febbraio 2015)
- Petre Petrescu (fino al 2 febbraio 2015)
- Radu Mihai Popa (dal 18 settembre 2013 al 2 febbraio 2015)
- Ioan Adam (fino al 19 gennaio 2015)
- Răzvan Ionuț Tănase (dal 7 ottobre 2013 al 19 novembre 2014)
- Viorel Hrebenciuc (fino al 21 ottobre 2014)
- Mihai Bogdan Diaconu (fino al 13 ottobre 2014)
- Ion Șcheau (dal 21 ottobre 2013 al 30 settembre 2014)
- Ovidiu Silaghi (dall'11 giugno 2014 al 1º settembre 2014)
- Dan Nica (fino al 23 giugno 2014)
- Adrian Alin Petrache (fino all'11 giugno 2014)
- Vasile Bleotu (fino all'11 marzo 2014)
- Gheorghe Nețoiu (dal 21 giugno 2013 al 4 marzo 2014)
- Nicolae Vasilescu (fino al 10 dicembre 2013)
- Aurel Nechita (fino al 4 giugno 2013)
- Remus Florinel Cernea (fino al 21 maggio 2013)

Partito Nazionale Liberale
 Presidente 
- Eugen Nicolăescu (dal 1º settembre 2015)
- Ludovic Orban (dal 19 dicembre 2014 al 1º settembre 2015)
- Adrian George Scutaru (dal 21 ottobre 2013 al 19 dicembre 2014)
- Andrei Gerea (dal 7 maggio 2013 al 21 ottobre 2013)
- Dan Rușanu (fino al 7 maggio 2013)

 Vicepresidenti 
- Corneliu Mugurel Cozmanciuc
- Victor Paul Dobre
- Ionuț Marian Stroe
- Valeria Diana Schelean Șomfelean (dal 1º settembre 2016)
- Cezar Preda (dal 1º settembre 2015)
- Raluca Surdu (dal 2 settembre 2013 al 2 febbraio 2015 e dal 1º settembre 2015)
- Tinel Gheorghe (dal 2 febbraio 2015)
- Raluca Cristina Ispir (dal 2 febbraio 2015)
- Mircea Nicu Toader (dal 2 febbraio 2015)
- Mircea Dolha (dal 19 dicembre 2014)
- Răzvan Horia Mironescu (dal 2 settembre 2013)
- Claudia Boghicevici (dal 2 febbraio 2015 al 1º luglio 2016)
- Eugen Nicolăescu (dal 2 settembre 2014 al 1º settembre 2015)
- Andreea Maria Paul (dal 2 febbraio 2015 al 1º settembre 2015)
- Mircea Roșca (fino al 19 dicembre 2014)
- Horia Cristian (dal 3 febbraio 2014 al 2 settembre 2014)
- Alina Gorghiu (dal 3 febbraio 2014 al 2 settembre 2014)
- Laurențiu Țigăeru Roșca (dal 3 febbraio 2014 all'11 agosto 2014)
- Daniel Stamate Budurescu (fino al 3 febbraio 2014)
- Adrian George Scutaru (dal 2 settembre 2013 al 21 ottobre 2013)
- Andrei Gerea (fino al 7 maggio 2013)

 Segretari 
- Florica Cherecheș (dal 2 settembre 2014)
- Mihai Tararache (dal 1º settembre 2016)
- Mircea Dolha (fino al 19 dicembre 2014)
- Virgil Guran (dal 10 dicembre 2013 al 1º settembre 2014)
- Dan Cristian Popescu (dal 2 febbraio 2015 al 4 agosto 2016)
- Radu Bogdan Țîmpău (fino al 10 dicembre 2013)

 Portavoce 
- Cristina Ancuța Pocora (fino al 1º settembre 2015)

 Membri 
- Costel Alexe
- Florin Alexandru Alexe
- Marin Almăjanu
- Roxana Florentina Anușca
- Vasile Berci
- Cristian Buican
- Mircea Vasile Cazan
- Florica Cherecheș
- Cristian Ioan Chirteș
- Lucian Manuel Ciubotaru
- Florin Ciurariu
- Erland Cocei
- Gheorghe Costin
- Corneliu Mugurel Cozmanciuc
- Grigore Crăciunescu
- Horia Cristian
- Ioan Cupșa
- Anton Doboș
- Victor Paul Dobre
- Traian Dobrinescu
- Mircea Dolha
- Nechita Stelian Dolha
- Gheorghe Dragomir
- Dumitru Verginel Gireadă
- Alina Gorghiu
- Eleonora Carmen Hărău
- Vasile Horga
- Daniel Iane
- Raluca Cristina Ispir
- Mihai Lupu
- Victor Gheorghe Manea
- Viorica Marcu
- Răzvan Horia Mironescu
- Dan Motreanu
- Eugen Nicolăescu
- Gheorghe Vlad Nistor
- Ludovic Orban
- Nechita Adrian Oros
- Ionel Palăr
- Dumitru Pardău
- Cristina Ancuța Pocora
- Elena Ramona Reuer
- Petre Roman
- Mircea Roșca
- Valentin Rusu
- Nini Săpunaru
- George Scarlat
- Dan Coriolan Simedru
- Ionuț Marian Stroe
- Raluca Surdu
- Iulian Radu Surugiu
- Costel Șoptică
- Gigel Știrbu
- Ioan Tămâian
- Hubert Petru Ștefan Thuma
- Radu Bogdan Țîmpău
- Lucia Ana Varga
- Vasile Varga
- Mihai Alexandru Voicu
- Daniel Cătălin Zamfir
- Radu Zlati
- Gabriela Lola Anghel (dal 10 ottobre 2016)
- Mihai Deaconu (dal 10 ottobre 2016)
- Vasile-Cătălin Drăgușanu (dal 10 ottobre 2016)
- Daniel Fenechiu (dal 10 ottobre 2016)
- Maria Dragomir (dal 26 settembre 2016)
- Vasile Popeangă (dal 19 settembre 2016)
- Aurel Niculae (fino al 7 aprile 2014 e dal 6 settembre 2016)
- Ioan Viorel Teodorescu (fino al 2 luglio 2014 e dal 1º settembre 2016)
- Marin Anton (fino al 3 marzo 2014 e dal 26 aprile 2016)
- Vlad Marcoci (dal 20 aprile 2016)
- Constantin Galan (fino al 1º settembre 2014 e dal 16 marzo 2016)
- Paul Dumbrăvanu (fino al 1º settembre 2014 e dal 30 giugno 2015)
- Virgil Guran (fino al 1º settembre 2014 e dal 26 giugno 2015)
- Florin Mihail Secară (dal 4 marzo 2015)
- Mihai Tararache (dal 4 marzo 2015)
- Roberta Anastase (dal 2 febbraio 2015)
- Sanda Maria Ardeleanu (dal 2 febbraio 2015)
- Ioan Balan (dal 2 febbraio 2015)
- Lucian Bode (dal 2 febbraio 2015)
- Costică Canacheu (dal 2 febbraio 2015)
- Constantin Dascălu (dal 2 febbraio 2015)
- Ovidiu Ioan Dumitru (dal 2 febbraio 2015)
- Tinel Gheorghe (dal 2 febbraio 2015)
- Vasile Gudu (dal 2 febbraio 2015)
- Dragoș Ionel Gunia (dal 2 febbraio 2015)
- Gheorghe Ialomițianu (dal 2 febbraio 2015)
- George Ionescu (dal 2 febbraio 2015)
- Mircea Lubanovici (dal 2 febbraio 2015)
- Mircea Man (dal 2 febbraio 2015)
- Lucian Militaru (dal 2 febbraio 2015)
- Niculina Mocioi (dal 2 febbraio 2015)
- Alexandru Nazare (dal 2 febbraio 2015)
- Ioan Oltean (dal 2 febbraio 2015)
- Theodor Paleologu (dal 2 febbraio 2015)
- Andreea Maria Paul (dal 2 febbraio 2015)
- Eusebiu Manea Pistru (dal 2 febbraio 2015)
- Alin Augustin Florin Popoviciu (dal 2 febbraio 2015)
- Cezar Preda (dal 2 febbraio 2015)
- Cristian Constantin Roman (dal 2 febbraio 2015)
- Valeria Diana Schelean Șomfelean (dal 2 febbraio 2015)
- Ion Șcheau (dal 2 febbraio 2015)
- Cătălin Florin Teodorescu (dal 2 febbraio 2015)
- Mircea Nicu Toader (dal 2 febbraio 2015)
- Raluca Turcan (dal 2 febbraio 2015)
- Ionaș Florin Urcan (dal 2 febbraio 2015)
- Iulian Vladu (dal 2 febbraio 2015)
- Alexandri Nicolae (fino al 2 luglio 2014 e dal 2 febbraio 2015)
- Ovidiu Alexandru Raețchi (dal 30 settembre 2014)
- Andrei Daniel Gheorghe (dall'11 giugno 2014)
- Maria Grecea (dal 24 settembre 2013)
- Gabriel Andronache (dal 21 maggio 2013)
- Romeo Florin Nicoară (dall'11 febbraio 2013)
- Daniel Stamate Budurescu (fino al 7 novembre 2016)
- Viorel Ionel Blăjuț (dal 10 ottobre 2016 al 31 ottobre 2016)
- Cornel Mircea Sămărtinean (dal 2 febbraio 2015 al 25 ottobre 2016)
- Liviu Laza Matiuța (dal 2 febbraio 2015 al 10 ottobre 2016)
- Florian Nicolae (dal 1º settembre 2015 al 10 ottobre 2016)
- Sorin Teju (fino al 2 luglio 2014 e dal 1º marzo 2016 al 10 ottobre 2016)
- Aurelian Mihai (dal 2 febbraio 2015 al 13 settembre 2016)
- Adriana Diana Tușa (fino al 4 giugno 2013 e dal 2 febbraio 2015 al 5 settembre 2016)
- Mihaiță Calimente (fino al 1º settembre 2016)
- Dan Cristian Popescu (dal 2 febbraio 2015 al 4 agosto 2016)
- Vasile Iliuță (dal 2 febbraio 2015 al 9 luglio 2016)
- Mihai Aurel Donțu (fino al 7 luglio 2016)
- Gheorghe Roman (dal 16 giugno 2015 al 1º luglio 2016)
- Claudia Boghicevici (dal 2 febbraio 2015 al 1º luglio 2016)
- Octavian Marius Popa (fino al 6 giugno 2016)
- Ștefan Alexandru Băișanu (fino al 29 febbraio 2016)
- Gheorghe Udriște (dal 2 febbraio 2015 al 1º febbraio 2016)
- Marian Avram (dal 24 giugno 2015 al 22 dicembre 2015)
- Theodor Cătălin Nicolescu (fino al 12 maggio 2015)
- Dănuț Culețu (dal 2 febbraio 2015 al 1º aprile 2015)
- Adrian George Scutaru (fino al 19 dicembre 2014)
- Dan Bordeianu (fino al 18 novembre 2014)
- Octavian Bot (fino al 1º settembre 2014)
- Ion Pârgaru (fino al 1º settembre 2014)
- Florică Ică Calotă (fino al 1º settembre 2014)
- Steluța Gustica Cătăniciu (fino al 1º settembre 2014)
- Dan Laurențiu Tocuț (fino al 1º settembre 2014)
- Dorinel Ursărescu (fino al 1º settembre 2014)
- Laurențiu Țigăeru Roșca (fino all'11 agosto 2014)
- Daniel Chițoiu (fino al 2 luglio 2014)
- Andrei Gerea (fino al 2 luglio 2014)
- Grațiela Gavrilescu (fino al 2 luglio 2014)
- Nicu Marcu (fino al 2 luglio 2014)
- Viorel Palașcă (fino al 2 luglio 2014)
- Radu Stroe (fino al 2 luglio 2014)
- Gheorghe Mirel Taloș (fino al 2 luglio 2014)
- Ion Cupă (dal 9 aprile 2013 al 2 luglio 2014)
- Mihai Stănișoară (dall'11 marzo 2013 al 2 luglio 2014)
- Constantin Cosmin Enea (fino al 31 marzo 2014)
- Călin Potor (fino al 18 marzo 2014)
- Titi Holban (fino al 3 marzo 2014)
- Relu Fenechiu (fino al 30 gennaio 2014)
- Eduard Hellvig (fino al 3 settembre 2013)
- Ovidiu Silaghi (fino al 3 settembre 2013)
- George Becali (fino al 20 maggio 2013)
- Dan Rușanu (fino al 29 aprile 2013)

 Partito Democratico Liberale 
Composto anche dai membri di Forza Civica e Partito Nazionale Contadino Cristiano Democratico. Disciolto il 2 febbraio 2015 dopo la fusione con il Partito Nazionale Liberale.
Presidente
- Tinel Gheorghe (dal 3 febbraio 2014 al 2 febbraio 2015)
- Mircea Nicu Toader (dal 3 aprile 2013 al 3 febbraio 2014)
- Mihai Stănișoară (fino all'11 marzo 2013)

Vicepresidenti
- Alexandru Nazare (dal 3 febbraio 2014 al 2 febbraio 2015)
- Maria Andreea Paul (dal 3 febbraio 2014 al 2 febbraio 2015)
- Claudia Boghicevici (dal 2 settembre 2013 al 2 febbraio 2015)
- Tinel Gheorghe (fino al 3 febbraio 2014)
- Cezar Preda (fino al 3 febbraio 2014)
- Clement Negruț (dal 2 giugno 2013 al 2 settembre 2013)
- Mihaela Stoica (fino al 22 aprile 2013)

 Segretari 
- Dan Cristian Popescu (fino al 2 febbraio 2015)

Membri
- Roberta Anastase (fino al 2 febbraio 2015)
- Sanda Maria Ardeleanu (fino al 2 febbraio 2015)
- Ioan Balan (fino al 2 febbraio 2015)
- Lucian Bode (fino al 2 febbraio 2015)
- Claudia Boghicevici (fino al 2 febbraio 2015)
- Costică Canacheu (fino al 2 febbraio 2015)
- Dănuț Culețu (fino al 2 febbraio 2015)
- Constantin Dăscalu (fino al 2 febbraio 2015)
- Tinel Gheorghe (fino al 2 febbraio 2015)
- Vasile Gudu (fino al 2 febbraio 2015)
- Gheorghe Ialomițianu (fino al 2 febbraio 2015)
- Vasile Iliuță (fino al 2 febbraio 2015)
- George Ionescu (fino al 2 febbraio 2015)
- Liviu Laza Matiuța (fino al 2 febbraio 2015)
- Mircea Lubanovici (fino al 2 febbraio 2015)
- Mircea Man (fino al 2 febbraio 2015)
- Lucian Militaru (fino al 2 febbraio 2015)
- Alexandru Nazare (fino al 2 febbraio 2015)
- Ioan Oltean (fino al 2 febbraio 2015)
- Maria Andreea Paul (fino al 2 febbraio 2015)
- Eusebiu Manea Pistru (fino al 2 febbraio 2015)
- Dan Cristian Popescu (fino al 2 febbraio 2015)
- Alin Augustin Florin Popoviciu (fino al 2 febbraio 2015)
- Cezar Preda (fino al 2 febbraio 2015)
- Cristian Constantin Roman (fino al 2 febbraio 2015)
- Cornel Mircea Sămărtinean (fino al 2 febbraio 2015)
- Valeria Diana Schelean Șomfelean (fino al 2 febbraio 2015)
- Cătălin Florin Teodorescu (fino al 2 febbraio 2015)
- Mircea Nicu Toader (fino al 2 febbraio 2015)
- Raluca Turcan (fino al 2 febbraio 2015)
- Gheorghe Udriște (fino al 2 febbraio 2015)
- Ionaș Florin Urcan (fino al 2 febbraio 2015)
- Iulian Vladu (fino al 2 febbraio 2015)
- Ion Șcheau (dal 30 settembre 2014 al 2 febbraio 2015)
- Niculina Mocioi (dall'8 settembre 2014 al 2 febbraio 2015)
- Adriana Diana Tușa (dal 17 giugno 2014 al 2 febbraio 2015)
- Romeo Rădulescu (fino al 22 settembre 2014)
- Mircia Muntean (fino al 2 giugno 2014)
- Camelia Margareta Bogdănici (fino al 3 febbraio 2014)
- Florian Daniel Geantă (fino al 3 febbraio 2014)
- Florin Gheorghe (fino al 3 febbraio 2014)
- Dragoș Daniel Gunia (fino al 3 febbraio 2014)
- Adrian Gurzău (fino al 3 febbraio 2014)
- Petru Movilă (fino al 3 febbraio 2014)
- Theodor Paleologu (fino al 3 febbraio 2014)
- Florin Aurelian Popescu (fino al 3 febbraio 2014)
- Florin Mihai Secară (fino al 3 febbraio 2014)
- Elena Udrea (fino al 3 febbraio 2014)
- Ioan Mihăilă (fino al 24 marzo 2014)
- Ștefan Bucur Stoica (fino al 15 ottobre 2013)
- Clement Negruț (fino al 2 settembre 2013)
- Eugen Tomac (fino al 2 settembre 2013)
- Sergiu Constantin Vizitiu (fino al 28 maggio 2013)
- Gabriel Andronache (fino al 21 maggio 2013)
- Valerian Vreme (fino al 14 maggio 2013)
- Mihaela Stoica (fino al 22 aprile 2013)
- Ion Cupă (fino al 9 aprile 2013)
- Mihai Stănișoară (fino all'11 marzo 2013)
- Vicențiu Mircea Irimie (fino al 22 gennaio 2013)

 Partito del Popolo-Dan Diaconescu 
Fino al 4 marzo 2015 denominato Gruppo del Partito del Popolo-Dan Diaconescu. Dal 4 marzo 2015 al 1º settembre 2015 denominato Gruppo parlamentare democratico popolare e composto dagli ex membri del PP-DD, partito assorbito dall'Unione Nazionale per il Progresso della Romania nel giugno 2015. Dal 1º settembre 2015 denominato Gruppo parlamentare nazional democratico e composto dai membri del nuovo Partito Nazionale Democratico. Disciolto il 22 dicembre 2015.
 Presidente 
- Mihai Deaconu (dal 21 dicembre 2015 al 22 dicembre 2015)
- Radu Mihai Popa (fino al 14 maggio 2013 e dal 21 ottobre 2015 al 21 dicembre 2015)
- Ștefan Burlacu (dal 19 dicembre 2014 al 20 ottobre 2015)
- Dumitru Niculescu (dal 2 settembre 2014 al 9 dicembre 2014)
- Daniel Fenechiu (dal 14 maggio 2013 al 2 settembre 2014)

 Vicepresidenti 
- Radu Mihai Popa (dal 1º settembre 2015 al 21 ottobre 2015 e dal 21 dicembre 2015 al 22 dicembre 2015)
- Ion Cristinel Marian (dal 2 settembre 2014 al 21 dicembre 2015)
- Liliana Mincă (dal 2 febbraio 2015 al 1º settembre 2015)
- Clement Negruț (dal 1º aprile 2015 al 3 giugno 2015)
- Tudor Ciuhodaru (dal 18 febbraio 2013 al 2 settembre 2014 e dal 2 febbraio 2015 al 29 aprile 2015)
- Mihai Deaconu (dal 2 settembre 2014 al 2 febbraio 2015)
- Liliana Ciobanu (dal 2 settembre 2014 al 2 febbraio 2015)
- Ștefan Burlacu (dal 2 settembre 2014 al 19 dicembre 2014)
- Luminița Pachel Adam (dal 14 maggio 2013 al 18 giugno 2014)
- Liviu Codîrlă (dal 18 febbraio 2013 al 17 dicembre 2013)
- Eugen Chebac (dal 15 aprile 2013 al 30 settembre 2013)
- Adrian Nicolae Diaconu (fino al 14 maggio 2013)
- George Cornel Comșa (fino al 15 aprile 2013)

 Segretari 
- Gabriela Lola Anghel (dal 21 dicembre 2015 al 22 dicembre 2015)
- Mihai Deaconu (dal 2 febbraio 2015 al 21 dicembre 2015)
- Liliana Mincă (fino al 2 febbraio 2015)

 Membri 
- Gabriela Lola Anghel (fino al 22 dicembre 2015)
- Mihai Deaconu (fino al 22 dicembre 2015)
- Daniel Fenechiu (fino al 22 dicembre 2015)
- Daniel Vasile Oajdea (fino al 22 dicembre 2015)
- George Cornel Comșa (fino al 31 marzo 2014 e dal 19 ottobre 2015 al 22 dicembre 2015)
- Liliana Ciobanu (fino al 9 dicembre 2014 e dal 1º settembre 2015 al 22 dicembre 2015)
- Radu Mihai Popa (fino al 14 maggio 2013 e dal 17 giugno 2015 al 22 dicembre 2015)
- Răzvan Rotaru (fino al 17 giugno 2013 e dal 28 aprile 2015 al 22 dicembre 2015)
- Viorel Ionel Blăjuț (fino al 21 maggio 2013 e dal 3 dicembre 2014 al 22 dicembre 2015)
- Ion Cristinel Marian (fino al 21 maggio 2013 e dal 2 dicembre 2013 al 22 dicembre 2015)
- Ștefan Burlacu (fino al 21 dicembre 2015)
- Răzvan Ionuț Tănase (fino al 17 giugno 2013 e dal 31 agosto 2015 al 21 dicembre 2015)
- Ștefan Petru Dalca (fino al 3 agosto 2015)
- Liliana Mincă (fino al 3 agosto 2015)
- Adrian Gurzău (dal 4 marzo 2015 al 3 giugno 2015)
- Petru Movilă (dal 4 marzo 2015 al 3 giugno 2015)
- Clement Negruț (dal 4 marzo 2015 al 3 giugno 2015)
- Eugen Tomac (dal 4 marzo 2015 al 3 giugno 2015)
- Tudor Ciuhodaru (fino al 29 aprile 2015)
- Florian Daniel Geantă (dal 6 marzo 2015 al 20 aprile 2015)
- Valentin Blănariu (fino al 9 dicembre 2014)
- Maria Dragomir (fino al 9 dicembre 2014)
- Dumitru Niculescu (fino al 9 dicembre 2014)
- Monica Iacob-Ridzi (fino al 14 ottobre 2014)
- Cristian George Sefer (fino al 6 settembre 2014)
- Ioana Jenica Dumitru (fino al 27 giugno 2014)
- Niculina Mocioi (fino al 23 giugno 2014)
- Luminița Pachel Adam (fino al 18 giugno 2014)
- Mario Ernest Caloianu (fino all'11 giugno 2014)
- Marioara Nistor (fino al 28 maggio 2014)
- Adrian Nicolae Diaconu (fino al 27 maggio 2014)
- Constantin Moisii (fino al 3 marzo 2014)
- Nuțu Fonta (fino al 24 febbraio 2014)
- Neagu Murgu (fino al 20 dicembre 2013)
- Liviu Codîrlă (fino al 17 dicembre 2013)
- Andrei Răzvan Condurățeanu (fino al 17 dicembre 2013)
- Ioan Hulea (fino al 17 dicembre 2013)
- Miron Alexandru Smarandache (fino al 21 ottobre 2013)
- Eugen Chebac (fino al 30 settembre 2013)
- Maria Grecea (fino al 24 settembre 2013)
- Gheorghe Nețoiu (fino al 21 giugno 2013)
- Ion Melinte (fino al 18 settembre 2013)
- Iacob Pușcaș (fino al 28 maggio 2013)
- Ovidiu Ioan Dumitru (fino al 21 maggio 2013)
- Aurelian Mihai (fino al 21 maggio 2013)
- Ion Șcheau (fino al 21 maggio 2013)
- Cezar Cioată (fino al 4 febbraio 2013 e dall'11 febbraio 2013 al 7 maggio 2013)
- Mihai Tararache (fino al 22 aprile 2013)
- Constantin Alin Bucur (fino al 15 aprile 2013)
- Gheorghe Coman (fino al 26 marzo 2013)
- Romeo Florin Nicoară (fino all'11 febbraio 2013)
- Ioan Moldovan (fino al 22 gennaio 2013)

Unione Democratica Magiara di Romania
 Presidente 
- András Levente Máté

 Vicepresidenti 
- Árpád Francisc Márton
- Ödön Szabó (dal 2 settembre 2013)

 Segretari 
- Zsolt Molnar

 Membri 
- Zsolt Molnar
- István Antal
- István Bónis
- László Borbély
- Attila Zoltán Cseke
- István Erdei Dolóczki
- László Ödön Fejér
- Atilla Béla László Kelemen
- Hunor Kelemen
- Károly Kerekes
- Attila Korodi
- András Levente Máté
- Árpád Francisc Márton
- Iosif Moldovan
- Dénes Seres
- Ödön Szabó
- Gábor Kereskényi (fino al 7 luglio 2016)
- Attila Gabor Markó (fino al 1º aprile 2015)

Partito Conservatore/Alleanza dei Liberali e dei Democratici 
Fino al 1º settembre 2014 denominato Gruppo del Partito Conservatore e composto dai membri del solo Partito Conservatore. Dal 1º settembre 2014 al 1º settembre 2015 denominato Gruppo parlamentare liberale conservatore e composto dai membri del Partito Conservatore e del Partito Liberale Riformatore. Dal 1º settembre 2015 denominato Gruppo dell'Alleanza dei Liberali e dei democratici, nome del nuovo partito politico nato dalla fusione tra PC e PLR.
 Presidente 
- Liviu Bogdan Ciucă

 Vicepresidenti 
- Ion Cupă (dal 2 febbraio 2015)
- Aurelian Ionescu (dal 2 settembre 2014)
- Ioan Moldovan (dal 4 febbraio 2013 al 10 ottobre 2016)
- Constantin Galan (dal 2 settembre 2014 al 16 marzo 2016)
- Virgil Guran (dal 2 settembre 2014 al 2 febbraio 2015)
- Damian Florea (fino al 4 settembre 2013)

 Segretari 
- Damian Florea (dal 4 febbraio 2013)
- Claudiu Andrei Tănăsescu (fino al 4 febbraio 2013)

 Membri 
- Constantin Avram
- Liviu Bogdan Ciucă
- Daniel Constantin
- Damian Florea
- Georgică Dumitru
- Aurelian Ionescu
- Cornelia Negruț
- Claudiu Andrei Tănăsescu
- Daniel Stamate Budurescu (dal 7 novembre 2016)
- Constantin Alin Bucur (dal 1º novembre 2016)
- Ștefan Petru Dalca (dal 24 ottobre 2016)
- Aurelian Mihai (dall'11 ottobre 2016)
- Liliana Mincă (dal 5 ottobre 2016)
- Octavian Marius Popa (dal 5 settembre 2016)
- Mihaiță Calimente (dal 1º settembre 2016)
- Scarlat Iriza (dal 1º settembre 2016)
- Ștefan Alexandru Băișanu (dal 29 febbraio 2016)
- Florică Ică Calotă (dal 1º settembre 2014)
- Steluța Gustica Cătăniciu (dal 1º settembre 2014)
- Daniel Chițoiu (dal 1º settembre 2014)
- Ion Cupă (dal 1º settembre 2014)
- Grațiela Gavrilescu (dal 1º settembre 2014)
- Andrei Gerea (dal 1º settembre 2014)
- Viorel Palașcă (dal 1º settembre 2014)
- Ovidiu Silaghi (dal 1º settembre 2014)
- Gheorghe Mirel Taloș (dal 1º settembre 2014)
- Dan Laurențiu Tocuț (dal 1º settembre 2014)
- Dorinel Ursărescu (dal 1º settembre 2014)
- Vicențiu Mircea Irimie (dal 22 gennaio 2013)
- Vasile Cătălin Drăgușanu (fino al 10 ottobre 2016)
- Ioan Moldovan (dal 22 gennaio 2013 al 10 ottobre 2016)
- Constantin Galan (dal 1º settembre 2014 al 16 marzo 2016)
- Sorin Teju (dal 1º settembre 2014 al 1º marzo 2016)
- Cezar Cioată (dal 4 febbraio 2013 all'11 febbraio 2013 e dal 14 maggio 2013 al 18 novembre 2015)
- Octavian Bot (dal 1º settembre 2014 al 18 luglio 2015)
- Romeo Rădulescu (dal 1º settembre 2014 al 29 aprile 2015)
- Ion Diniță (fino al 1º aprile 2015)
- Romeo Rădulescu (dal 22 settembre 2014 al 31 marzo 2015)
- Ion Pârgaru (dal 1º settembre 2014 al 18 marzo 2015)
- Virgil Guran (dal 1º settembre 2014 al 23 febbraio 2015)
- Nicu Marcu (dal 1º settembre 2014 al 10 febbraio 2015)
- Paul Dumbrăvanu (dal 1º settembre 2014 al 2 febbraio 2015)
- Alexandri Nicolae (dal 1º settembre 2014 al 2 febbraio 2015)
- Radu Stroe (dal 1º settembre 2014 al 13 gennaio 2015)
- Ovidiu Alexandru Raețchi (fino al 30 settembre 2014)
- Răzvan Rotaru (dal 17 giugno 2013 al 23 giugno 2014)
- Dinu Giurescu (fino al 12 maggio 2014)
- Gheorghe Coman (dal 26 marzo 2013 al 28 aprile 2014)
- Maria Grapini (fino al 25 marzo 2014)

Unione Nazionale per il Progresso della Romania
Costituito il 1º febbraio 2016.
 Presidente 
- Ion Răducanu

 Vicepresidenti 
- Luminița Pachel Adam
- Camelia Margareta Bogdănici (dal 1º settembre 2016)
- Clement Negruț (dal 1º settembre 2016)
- Radu Mihai Popa (dal 1º settembre 2016)
- Eugen Chebac (fino al 1º settembre 2016)
- Nuțu Fonta (dal 4 maggio 2016 al 1º settembre 2016)
- Aurel Niculae (dal 4 maggio 2016 al 29 agosto 2016)
- Eugen Nicolicea (fino al 3 maggio 2016)
- Florin Gheorghe (fino al 4 aprile 2016)

 Segretari 
- Dumitru Niculescu
- Marioara Nistor (dal 1º settembre 2016)
- Mario Ernest Caloianu (dal 4 maggio 2016 al 1º settembre 2016)
- Aurel Niculae (fino al 4 maggio 2016)

 Membri 
- Luminița Pachel Adam (dal 1º febbraio 2016)
- Camelia Margareta Bogdănici (dal 1º febbraio 2016)
- Mario Ernest Caloianu (dal 1º febbraio 2016)
- Eugen Chebac (dal 1º febbraio 2016)
- Gheorghe Emacu (dal 1º febbraio 2016)
- Nuțu Fonta (dal 1º febbraio 2016)
- Ioan Hulea (dal 1º febbraio 2016)
- Constantin Mazilu (dal 1º febbraio 2016)
- Ioan Mihăilă (dal 1º febbraio 2016)
- Constantin Moisii (dal 1º febbraio 2016)
- Neagu Murgu (dal 1º febbraio 2016)
- Dumitru Niculescu (dal 1º febbraio 2016)
- Marioara Nistor (dal 1º febbraio 2016)
- Dumitru Iulian Popescu (dal 1º febbraio 2016)
- Ion Răducanu (dal 1º febbraio 2016)
- Cristian George Sefer (dal 1º febbraio 2016)
- Valeriu Steriu (dal 1º febbraio 2016)
- Ion Tabugan (dal 1º febbraio 2016)
- Sergiu Constantin Vizitiu (dal 1º febbraio 2016)
- Valerian Vreme (dal 1º febbraio 2016)
- Cornel Mircea Sămărtinean (dal 25 ottobre 2016)
- Ion Melinte (dal 20 ottobre 2016)
- Adrian Mocanu (dal 1º settembre 2016)
- Adrian Gurzău (dal 20 luglio 2016)
- Clement Negruț (dal 20 luglio 2016)
- Petru Movilă (dal 20 luglio 2016)
- Eugen Tomac (dal 20 luglio 2016)
- Gheorghe Udriște (dal 20 luglio 2016)
- Radu Mihai Popa (dal 13 luglio 2016)
- Ștefan Burlacu (dal 13 luglio 2016)
- Andrei Răzvan Condurățeanu (dal 13 luglio 2016)
- Ion Cristinel Marian (dal 13 luglio 2016)
- Răzvan Rotaru (dal 28 giugno 2016)
- Constantin Alin Bucur (dal 1º febbraio 2016 al 1º novembre 2016)
- Liviu Harbuz (dal 18 luglio 2016 al 24 ottobre 2016)
- Aurelian Mihai (dal 13 settembre 2016 all'11 ottobre 2016)
- Vasile Popeangă (dal 1º settembre 2016 al 19 settembre 2016)
- Ioan Viorel Teodorescu (dal 1º febbraio 2016 al 1º settembre 2016)
- Aurel Niculae (dal 1º febbraio 2016 al 29 agosto 2016)
- Laurențiu Țigăeru Roșca (dal 1º febbraio 2016 al 10 agosto 2016)
- Valentin Blănariu (dal 1º febbraio 2016 al 28 giugno 2016)
- Laurențiu Chirvăsuță (dal 1º febbraio 2016 al 27 giugno 2016)
- Titi Holban (dal 1º febbraio 2016 al 27 giugno 2016)
- Iacob Pușcaș (dal 1º febbraio 2016 al 4 maggio 2016)
- Eugen Nicolicea (dal 1º febbraio 2016 al 3 maggio 2016)
- Marin Anton (dal 1º febbraio 2016 al 26 aprile 2016)
- Ioana Jenica Dumitru (dal 1º febbraio 2016 al 26 aprile 2016)
- Florin Gheorghe (dal 1º febbraio 2016 al 4 aprile 2016)
- Dorin Silviu Petrea (dal 1º febbraio 2016 al 30 marzo 2016)
- Marian Enache (dal 1º febbraio 2016 al 25 marzo 2016)
- Florian Daniel Geantă (dal 1º febbraio 2016 al 16 marzo 2016)
- Radu Stroe (dal 1º febbraio 2016 al 14 marzo 2016)
- Tudor Ciuhodaru (dal 1º febbraio 2016 al 9 marzo 2016)
- Liviu Codîrlă (dal 1º febbraio 2016 al 9 marzo 2016)
- Ștefan Petru Dalca (dal 1º febbraio 2016 al 9 marzo 2016)
- Adrian Nicoale Diaconu (dal 1º febbraio 2016 al 9 marzo 2016)
- Liliana Mincă (dal 1º febbraio 2016 al 9 marzo 2016)
- Ion Pârgaru (dal 1º febbraio 2016 al 9 marzo 2016)

Minoranze etniche
 Presidente 
- Varujan Pambuccian

 Vicepresidenti 
- Adrian Miroslav Merka
- Ovidiu Victor Ganț (fino al 24 marzo 2014 e dal 1º febbraio 2016)
- Dragoș Gabriel Zisopol (dal 24 marzo 2014)

 Segretari 
- Varol Amet
- Mircea Grosaru (fino al 3 febbraio 2014)

 Membri 
- Varol Amet
- Gheorghe Firczak
- Ovidiu Victor Ganț
- Giureci Slobodan Ghera
- Slavomir Gvozdenovici
- Iusein Ibram
- Miron Ignat
- Ghervazen Longher
- Oana Manolescu
- Ion Marocico
- Adrian Miroslav Merka
- Varujan Pambuccian
- Nicolae Păun
- Ionel Stancu
- Aurel Vainer
- Dragoș Gabriel Zisopol
- Niculae Mircovici (fino al 26 settembre 2016
- Mircea Grosaru (fino al 3 febbraio 2014)

Non iscritti
 Membri 
- Neviser Zaharcu (dal 7 novembre 2016)
- Liviu Harbuz (dal 24 ottobre 2016)
- Ioan Axente (dal 18 ottobre 2016)
- Romeo Rădulescu (dal 31 marzo 2015 al 18 febbraio 2016 e dal 17 ottobre 2016)
- Sorin Teju (dal 2 luglio 2014 al 1º settembre 2014 e dal 10 ottobre 2016)
- Gheorghe Frăticiu (dal 21 settembre 2016)
- Adriana Diana Tușa (dal 4 giugno 2013 al 17 giugno 2014 e dal 5 settembre 2016)
- Ion Eparu (dal 1º settembre 2016)
- Marius Manolache (dal 24 agosto 2016)
- Laurențiu Țigăeru Roșca (dal 10 agosto 2016)
- Valeriu Zgonea (dall'8 giugno 2016)
- Iacob Pușcaș (dal 28 maggio 2013 al 17 dicembre 2013 e dal 4 maggio 2016)
- Camelia Khraibani (dal 22 marzo 2016)
- Daniel Vasile Oajdea (dal 22 dicembre 2015)
- Liliana Ciobanu (dal 9 dicembre 2014 al 1º settembre 2015 e dal 22 dicembre 2015)
- Cornel George Comșa (dal 31 marzo 2014 al 19 ottobre 2015 e dal 22 dicembre 2015)
- Răzvan Ionuț Tănase (dal 17 giugno 2013 al 7 ottobre 2013, dal 19 novembre 2014 al 31 agosto 2015 e dal 21 dicembre 2015)
- Mihai Sturzu (dal 14 dicembre 2015)
- Florentin Gust Băloșin (dal 2 febbraio 2015)
- Petre Petrescu (dal 2 febbraio 2015)
- Mihai Bogdan Diaconu (dal 13 ottobre 2014)
- Elena Udrea (dal 3 febbraio 2014)
- Remus Florinel Cernea (dal 21 maggio 2013)
- Mihaela Stoica (dal 22 aprile 2013)
- Viorel Ionel Blăjuț (dal 21 maggio 2013 al 3 dicembre 2014, dal 22 dicembre 2015 al 27 giugno 2016 e dal 31 ottobre 2016 al 28 novembre 2016)
- Gabriela Lola Anghel (dal 22 dicembre 2015 al 10 ottobre 2016)
- Mihai Deaconu (dal 22 dicembre 2015 al 10 ottobre 2016)
- Daniel Fenechiu (dal 22 dicembre 2015 al 10 ottobre 2016)
- Maria Dragomir (dal 9 dicembre 2014 al 26 settembre 2016)
- Aurel Niculae (dal 7 aprile 2014 al 1º agosto 2014 e dal 29 agosto 2016 al 6 settembre 2016)
- Octavian Marius Popa (dal 6 giugno 2016 al 5 settembre 2016)
- Adrian Mocanu (dal 16 marzo 2016 al 1º settembre 2016)
- Vasile Popeangă (dal 9 marzo 2016 al 1º settembre 2016)
- Scarlat Iriza (dal 2 febbraio 2015 al 2 ottobre 2015 e dal 1º febbraio 2016 al 1º settembre 2016)
- Adrian Gurzău (dal 3 febbraio 2014 al 4 marzo 2015 e dal 3 giugno 2015 al 20 luglio 2016)
- Petru Movilă (dal 3 febbraio 2014 al 4 marzo 2015 e dal 3 giugno 2015 al 20 luglio 2016)
- Clement Negruț (dal 2 settembre 2013 al 4 marzo 2015 e dal 3 giugno 2015 al 20 luglio 2016)
- Eugen Tomac (dal 2 settembre 2013 al 4 marzo 2015 e dal 3 giugno 2015 al 20 luglio 2016)
- Gheorghe Udriște (dal 1º febbraio 2016 al 20 luglio 2016)
- Ștefan Burlacu (dal 21 dicembre 2015 al 13 luglio 2016)
- Andrei Răzvan Condurățeanu (dal 1º aprile 2015 al 13 luglio 2016)
- Ion Cristinel Marian (dal 21 maggio 2013 al 2 dicembre 2013 e dal 22 dicembre 2015 al 13 luglio 2016)
- Radu Mihai Popa (dal 14 maggio 2013 al 18 settembre 2013, dal 2 febbraio 2015 al 17 giugno 2015 e dal 22 dicembre 2015 al 13 luglio 2016)
- Marian Enache (dal 25 marzo 2016 al 12 luglio 2016)
- Răzvan Rotaru (dal 23 giugno 2014 al 28 aprile 2015 e dal 22 dicembre 2015 al 28 giugno 2016)
- Florin Aurelian Popescu (dal 3 febbraio 2014 al 2 marzo 2016)
- Marian Avram (dal 22 dicembre 2015 al 2 febbraio 2016)
- Cezar Cioată (dal 18 novembre 2015 al 21 dicembre 2015)
- Dumitru Chiriță (dal 2 febbraio 2015 al 21 settembre 2015)
- Paul Dumbrăvanu (dal 2 febbraio 2015 al 30 giugno 2015)
- Valentin Blănariu (dal 9 dicembre 2014 al 29 giugno 2015)
- Virgil Guran (dal 23 febbraio 2015 al 26 giugno 2015)
- Dumitru Niculescu (dal 9 dicembre 2014 al 25 maggio 2015)
- Marin Anton (dal 3 marzo 2014 al 9 marzo 2015)
- Florian Daniel Geantă (dal 3 febbraio 2014 al 6 marzo 2015)
- Mihai Tararache (dal 22 aprile 2013 al 4 marzo 2015)
- Camelia Margareta Bogdănici (dal 3 febbraio 2014 al 9 febbraio 2015)
- Dragoș Ionel Gunia (dal 3 febbraio 2014 al 2 febbraio 2015)
- Theodor Paleologu (dal 3 febbraio 2014 al 2 febbraio 2015)
- Ovidiu Ioan Dumitru (dal 21 maggio 2013 al 2 febbraio 2015)
- Aurelian Mihai (dal 21 maggio 2013 al 2 febbraio 2015)
- Valerian Vreme (dal 14 maggio 2013 al 7 gennaio 2015)
- Florin Gheorghe (dal 3 febbraio 2014 al 9 settembre 2014)
- Niculina Mocioi (dal 23 giugno 2014 all'8 settembre 2014)
- Daniel Chițoiu (dal 2 luglio 2014 al 1º settembre 2014)
- Ion Cupă (dal 2 luglio 2014 al 1º settembre 2014)
- Grațiela Gavrilescu (dal 2 luglio 2014 al 1º settembre 2014)
- Andrei Gerea (dal 2 luglio 2014 al 1º settembre 2014)
- Alexandri Nicolae (dal 2 luglio 2014 al 1º settembre 2014)
- Viorel Palașcă (dal 2 luglio 2014 al 1º settembre 2014)
- Radu Stroe (dal 2 luglio 2014 al 1º settembre 2014)
- Gheorghe Mirel Taloș (dal 2 luglio 2014 al 1º settembre 2014)
- Nicu Marcu (dal 2 luglio 2014 al 1º settembre 2014)
- Mihai Stănișoară (dal 2 luglio 2014 al 1º settembre 2014)
- Florin Mihail Secară (dal 3 febbraio 2014 al 20 agosto 2014)
- Ion Șcheau (dal 21 maggio 2013 al 21 ottobre 2013)
- Constantin Alin Bucur (dal 15 aprile 2013 al 7 ottobre 2013)

## Modifiche intervenute
Modifiche intervenute nella composizione della Camera
- Il 29 aprile 2013 Dan Rușanu (Partito Nazionale Liberale) si dimette dopo essere stato nominato presidente dell'Autorità di Sorveglianza Finanziaria (ASF)[4].
- Il 20 maggio 2013 George Becali (Partito Nazionale Liberale) viene destituito dopo essere stato condannato in via definitiva per abuso d'ufficio[5].
- Il 4 giugno 2013 Aurel Nechita (Partito Social Democratico) viene destituito dopo la constatazione dell'incompatibilità della posizione di parlamentare con quella di decano della facoltà di medicina dell'Università Dunărea de Jos[6].
- Il 3 settembre 2013 Eduard Hellvig (Partito Nazionale Liberale) e Ovidiu Silaghi (Partito Nazionale Liberale) si dimettono per ricoprire due seggi vacanti al Parlamento europeo[7].
- Il 15 ottobre 2013 Ștefan Bucur Stoica (Partito Democratico Liberale) viene destituito dopo la constatazione dell'incompatibilità della posizione di consigliere del distretto di Dolj e di direttore della Direzione regionale per le strade e i ponti di Craiova, in base ad una sentenza del 2011 dell'Alta corte di cassazione e giustizia, che stabiliva l'interdizione alle cariche pubbliche per tre anni[8][9].
- Il 10 dicembre 2013 Nicolae Vasilescu (Partito Social Democratico) viene destituito dopo essere stato condannato in via definitiva per malversazione[10].
- Il 30 gennaio 2014 Relu Fenechiu (Partito Nazionale Liberale) viene destituito dopo essere stato condannato in via definitiva per concorso in abuso d'ufficio[11].
- Il 3 febbraio 2014 Mircea Grosaru (Minoranze etniche) muore. Il seggio rimane vacante.
- Il 4 marzo 2014 Gheorghe Nețoiu (Partito Social Democratico) viene destituito dopo essere stato condannato in appello per fatti di corruzione[12].
- L'11 marzo 2014 Vasile Bleotu (Partito Social Democratico) si dimette per motivi personali[13].
- Il 25 marzo 2014 Maria Grapini (Partito Conservatore) si dimette per candidarsi alle Elezioni europee del 2014 in Romania[14].
- Il 28 aprile 2014 Gheorghe Coman (Partito Conservatore) viene destituito dopo essere stato condannato in via definitiva per malversazione[15].
- Il 12 maggio 2014 Dinu Giurescu (Partito Conservatore) si dimette dopo essere stato nominato vicepresidente dell'Accademia romena[16].
- L'11 giugno 2014 Adrian Alin Petrache (Partito Social Democratico) si dimette dopo essere stato nominato presidente del Comitato olimpico sportivo rumeno[17].
- L'11 giugno 2014 a Dan Rușanu (Partito Nazionale Liberale), dimessosi il 29 aprile 2013, subentra Petru Sorin Marica (Partito Social Democratico).
- L'11 giugno 2014 a Aurel Nechita (Partito Social Democratico), destituito il 4 giugno 2013, subentra Laura Marin (Partito Social Democratico).
- L'11 giugno 2014 a Maria Grapini (Partito Conservatore), dimessasi il 25 marzo 2014, subentra Florică Bîrsășteanu (Partito Social Democratico).
- L'11 giugno 2014 a Eduard Hellvig (Partito Nazionale Liberale), dimessosi il 3 settembre 2013, subentra Andrei Daniel Gheorghe (Partito Nazionale Liberale).
- L'11 giugno 2014 Ovidiu Silaghi, dimessosi il 3 settembre 2013, torna in Parlamento dopo aver conquistato un seggio alle elezioni parziali del 25 maggio 2014 nelle liste del Partito Social Democratico[18][19].
- Il 23 giugno 2014 Dan Nica (Partito Social Democratico) si dimette dopo essere stato eletto al Parlamento europeo.
- Il 21 ottobre 2014 Viorel Hrebenciuc (Partito Social Democratico) si dimette, rinunciando all'immunità parlamentare, mettendosi a disposizione dei procuratori nelle tre inchieste in cui è indagato[20].
- Il 19 dicembre 2014 Adrian George Scutaru (Partito Nazionale Liberale) si dimette dopo essere stato nominato consigliere del Presidente della Romania Klaus Iohannis[21].
- Il 19 gennaio 2015 Ioan Adam (Partito Social Democratico) si dimette dopo essere stato sottoposto a custodia cautelare in un'inchiesta per abuso d'ufficio[22].
- Il 2 febbraio 2015 Miron Mitrea (Partito Social Democratico) si dimette ritirandosi dalla vita politica[23].
- Il 10 febbraio 2015 Nicu Marcu (gruppo parlamentare liberale conservatore) si dimette dopo essere stato nominato consigliere della Corte dei conti[24].
- Il 16 febbraio 2015 Monica Iacob-Ridzi (Partito Social Democratico) viene destituita dopo essere stata condannata in via definitiva per abuso d'ufficio[25].
- Il 12 marzo 2015 Oana Niculescu-Mizil Ștefănescu (Partito Social Democratico) si dimette dopo essere stata inserita nel registro degli indagati in un'inchiesta per corruzione[26].
- Il 1º aprile 2015 Dănuț Culețu (Partito Nazionale Liberale) si dimette dopo essere stato rinviato a giudizio in un'inchiesta per corruzione[27].
- Il 1º aprile 2015 Ion Diniță (gruppo parlamentare liberale conservatore) si dimette dopo essere stato rinviato a giudizio in un'inchiesta per corruzione[28].
- Il 1º aprile 2015 Attila Gabor Markó (Unione Democratica Magiara di Romania) si dimette dopo l'invio al Parlamento della richiesta di arresto preventivo in un'inchiesta per corruzione in cui figura come indagato[29].
- Il 20 aprile 2015 Vasile Mocanu (Partito Social Democratico) si dimette per motivi di salute[30].
- Il 29 aprile 2015 Mihai Stănișoară (gruppo parlamentare liberale conservatore) si dimette ritirandosi dalla vita politica[31].
- Il 12 maggio 2015 Theodor Cătălin Nicolescu (Partito Nazionale Liberale) si dimette dopo essere stato sottoposto a custodia cautelare in un'inchiesta per corruzione[32].
- Il 18 luglio 2015 Octavian Bot (gruppo parlamentare liberale conservatore) muore. Il seggio rimane vacante.
- Il 27 luglio 2015 Aurel Vlădoiu (Partito Social Democratico) muore. Il seggio rimane vacante.
- Il 28 luglio 2015 Gheorghe Ciobanu (Partito Social Democratico) muore. Il seggio rimane vacante.
- Il 1º settembre 2015 Ion Ochi (Partito Social Democratico) si dimette dopo essere stato rinviato a giudizio in un'inchiesta per corruzione[33].
- Il 29 settembre 2015 Marian Ghiveciu (Partito Social Democratico) si dimette per incomprensioni politiche con il partito[34].
- Il 25 gennaio 2016 Ion Stan (Partito Social Democratico) viene destituito dopo essere stato condannato in via definitiva per malversazione[35].
- Il 2 marzo 2016 Florin Aurelian Popescu (Non iscritti) si dimette dopo aver ricevuto una condanna in primo grado per malversazione[36][37].
- Il 7 marzo 2016 Constantin Adăscăliței (Partito Social Democratico viene destituito dopo la constatazione dell'incompatibilità della posizione di consigliere del distretto di Iași e di socio di una società privata che aveva ricevuto un appalto dal consiglio del distretto, in base ad una sentenza del 2012 dell'Alta corte di cassazione e giustizia, che stabiliva l'interdizione alle cariche pubbliche per tre anni[38].
- Il 26 aprile 2016 Neculai Rățoi (Partito Social Democratico) muore. Il seggio rimane vacante.
- Il 22 giugno 2016 Cosmin Necula (Partito Social Democratico) si dimette dopo essere stato eletto sindaco di Bacău.
- Il 23 giugno 2016 Viorel Marian Dragomir (Partito Social Democratico) si dimette dopo essere stato eletto sindaco di Brăila.
- Il 23 giugno 2016 Emil Moț (Partito Social Democratico) si dimette dopo essere stato eletto sindaco di Slatina (Olt).
- Il 27 giugno 2016 Daniel Florea (Partito Social Democratico) si dimette dopo essere stato eletto sindaco del Settore 5 di Bucarest.
- Il 28 giugno 2016 Mircia Muntean (Partito Social Democratico) si dimette dopo essere stato eletto sindaco di Deva (Hunedoara).
- Il 29 giugno 2016 Sorin Grindeanu (Partito Social Democratico) si dimette dopo essere stato eletto presidente del consiglio del distretto di Timiș.
- Il 29 giugno 2016 Claudia Boghicevici (Partito Nazionale Liberale) si dimette dopo essere stata eletta vicepresidente del consiglio del distretto di Arad[39].
- Il 1º luglio 2016 Ioana Jenica Dumitru (Partito Social Democratico) si dimette dopo essere stata eletta sindaco di Ștefănești (Argeș).
- Il 1º luglio 2016 Petru Sorin Marica (Partito Social Democratico) si dimette dopo essere stato eletto sindaco di Sălașu de Sus.
- Il 1º luglio 2016 Laurențiu Nistor (Partito Social Democratico) si dimette dopo essere stato eletto presidente del consiglio del distretto di Hunedoara.
- Il 1º luglio 2016 Cornel Cristian Resmeriță (Partito Social Democratico) si dimette dopo essere stato eletto sindaco di Lupeni (Hunedoara).
- Il 1º luglio 2016 Gheorghe Roman (Partito Nazionale Liberale) si dimette dopo essere stato eletto sindaco di Mediaș.
- Il 4 luglio 2016 Daniel Tudorache (Partito Social Democratico) si dimette dopo essere stato eletto sindaco del Settore 1 di Bucarest.
- Il 7 luglio 2016 Toader Dima (Partito Social Democratico) si dimette dopo essere stato eletto sindaco di Berezeni.
- Il 7 luglio 2016 Mihai Aurel Donțu (Partito Nazionale Liberale) si dimette dopo essere stato eletto consigliere del distretto di Brașov[40].
- Il 7 luglio 2016 Gábor Kereskényi (Unione Democratica Magiara di Romania) si dimette dopo essere stato eletto sindaco di Satu Mare.
- Il 7 luglio 2016 Constantin Rădulescu (Partito Social Democratico) si dimette dopo essere stato eletto presidente del consiglio del distretto di Vâlcea.
- L'8 luglio 2016 Virgil Delureanu (Partito Social Democratico) si dimette dopo essere stato eletto vicepresidente del consiglio del distretto di Olt[41].
- Il 9 luglio 2016 Vasile Iliuță (Partito Nazionale Liberale) si dimette dopo essere stato eletto presidente del consiglio del distretto di Călărași.
- L'11 luglio 2016 Ionel Arsene (Partito Social Democratico) si dimette dopo essere stato eletto presidente del consiglio del distretto di Neamț.
- Il 12 luglio 2016 Marian Enache (Non iscritti) si dimette dopo essere stato nominato giudice della Corte costituzionale della Romania[42].
- Il 28 luglio 2016 Sonia Maria Drăghici (Partito Social Democratico) muore. Il seggio rimane vacante.
- Il 4 agosto 2016 Dan Cristian Popescu (Partito Nazionale Liberale) si dimette dopo essere stato eletto vicesindaco del Settore 2 di Bucarest[43].
- Il 26 settembre 2016 Niculae Mircovici (Minoranze etniche) muore. Il seggio rimane vacante.
- Il 10 ottobre 2016 Ioan Moldovan (Alleanza dei Liberali e dei Democratici) viene destituito dopo la constatazione dell'incompatibilità della posizione di parlamentare con quella di amministratore di un'azienda privata[44].
- L'11 ottobre 2016 Victor Roman (Partito Social Democratico) viene destituito dopo la constatazione dell'incompatibilità della posizione di parlamentare con quella di presidente del consiglio d'amministrazione di un'azienda privata[45].
- L'11 novembre 2016 Ion Bogdan Mihăilescu (Partito Social Democratico) si dimette dopo essere stato nominato direttore esecutivo della Direzione per la cultura, la stampa, lo sport, la gioventù e i culti del municipio del Settore 1 di Bucarest[46].
- Il 28 novembre 2016 Viorel Ionel Blăjuț (Non iscritti) si dimette per non beneficiare della pensione parlamentare[47].
- Il 28 novembre 2016 Ioan Sorin Roman (Partito Social Democratico) viene destituito dopo la constatazione dell'incompatibilità della posizione di parlamentare con quella di titolare di partita IVA[48].
- Il 5 dicembre 2016 Constantin Cosmin Enea (Partito Social Democratico) viene destituito dopo la constatazione dell'incompatibilità della posizione di parlamentare con quella di titolare di partita IVA[49].
- Il 19 dicembre 2016 Liviu Dragnea (Partito Social Democratico) e Marcel Ciolacu (Partito Social Democratico) si dimettono per non beneficiare della pensione parlamentare[50].

Modifiche intervenute nella composizione dei gruppi
Partito Social Democratico
- Il 21 maggio 2013 lascia il gruppo Remus Florinel Cernea, che aderisce al gruppo dei Non iscritti.
- Il 28 maggio 2013 aderisce al gruppo Sergiu Constantin Vizitiu, proveniente dal gruppo del Partito Democratico Liberale.
- Il 4 giugno 2013 Aurel Nechita (Partito Social Democratico) viene destituito dopo la constatazione dell'incompatibilità della posizione di parlamentare con quella di decano della facoltà di medicina dell'Università Dunărea de Jos[6].
- Il 21 giugno 2013 aderisce al gruppo Gheorghe Nețoiu, proveniente dal gruppo del Partito del Popolo-Dan Diaconescu.
- Il 18 settembre 2013 aderiscono al gruppo Ion Melinte e Radu Mihai Popa, provenienti dal gruppo del Partito del Popolo-Dan Diaconescu.
- Il 30 settembre 2013 aderisce al gruppo Eugen Chebac, proveniente dal gruppo del Partito del Popolo-Dan Diaconescu.
- Il 7 ottobre 2013 aderiscono al gruppo Constantin Alin Bucur e Răzvan Ionuț Tănase, provenienti dal gruppo dei Non iscritti.
- Il 21 ottobre 2013 aderiscono al gruppo Miron Alexandru Smarandache, proveniente dal gruppo del Partito del Popolo-Dan Diaconescu, e Ion Șcheau, proveniente dal gruppo dei Non iscritti.
- Il 10 dicembre 2013 Nicolae Vasilescu (Partito Social Democratico) viene destituito dopo essere stato condannato in via definitiva per malversazione[10].
- Il 17 dicembre 2013 aderiscono al gruppo Liviu Codîrlă, Andrei Răzvan Condurățeanu e Ioan Hulea, provenienti dal gruppo del Partito del Popolo-Dan Diaconescu, e Iacob Pușcaș, proveniente dal gruppo dei Non iscritti.
- Il 20 dicembre 2013 aderisce al gruppo Neagu Murgu, proveniente dal gruppo del Partito del Popolo-Dan Diaconescu.
- Il 24 febbraio 2014 aderisce al gruppo Nuțu Fonta, proveniente dal gruppo del Partito del Popolo-Dan Diaconescu.
- Il 3 marzo 2014 aderiscono al gruppo Titi Holban, proveniente dal gruppo del Partito Nazionale Liberale, e Constantin Moisii, proveniente dal gruppo del Partito del Popolo-Dan Diaconescu.
- Il 4 marzo 2014 Gheorghe Nețoiu (Partito Social Democratico) viene destituito dopo essere stato condannato in appello per fatti di corruzione[12].
- Il 18 marzo 2014 aderisce al gruppo Călin Potor, proveniente dal gruppo del Partito Nazionale Liberale.
- Il 24 marzo 2014 aderisce al gruppo Ioan Mihăilă, proveniente dal gruppo del Partito Democratico Liberale.
- Il 31 marzo 2014 aderisce al gruppo Constantin Cosmin Enea, proveniente dal gruppo del Partito Nazionale Liberale.
- Il 28 maggio 2014 aderisce al gruppo Marioara Nistor, proveniente dal gruppo del Partito del Popolo-Dan Diaconescu.
- Il 1º giugno 2014 aderisce al gruppo Adrian Nicolae Diaconu, proveniente dal gruppo del Partito del Popolo-Dan Diaconescu.
- Il 2 giugno 2014 aderisce al gruppo Mircia Muntean, proveniente dal gruppo del Partito Democratico Liberale.
- L'11 giugno 2014 aderisce al gruppo Mario Ernest Caloianu, proveniente dal gruppo del Partito del Popolo-Dan Diaconescu.
- L'11 marzo 2014 Vasile Bleotu (Partito Social Democratico) si dimette per motivi personali[13].
- L'11 giugno 2014 Adrian Alin Petrache (Partito Social Democratico) si dimette dopo essere stato nominato presidente del Comitato olimpico sportivo rumeno[17].
- L'11 giugno 2014 a Dan Rușanu (Partito Nazionale Liberale), dimessosi il 29 aprile 2013, subentra Petru Sorin Marica (Partito Social Democratico).
- L'11 giugno 2014 a Aurel Nechita (Partito Social Democratico), destituito il 4 giugno 2013, subentra Laura Marin (Partito Social Democratico).
- L'11 giugno 2014 a Maria Grapini (Partito Conservatore), dimessasi il 25 marzo 2014, subentra Florică Bîrsășteanu (Partito Social Democratico).
- L'11 giugno 2014 Ovidiu Silaghi, dimessosi il 3 settembre 2013, torna in Parlamento dopo aver conquistato un seggio alle elezioni parziali del 25 maggio 2014 nelle liste del Partito Social Democratico[18][19].
- Il 18 giugno 2014 aderisce al gruppo Luminița Pachel Adam, proveniente dal gruppo del Partito del Popolo-Dan Diaconescu.
- Il 23 giugno 2014 Dan Nica (Partito Social Democratico) si dimette dopo essere stato eletto al Parlamento europeo.
- Il 27 giugno 2014 aderisce al gruppo Ioana Jenica Dumitru, proveniente dal gruppo del Partito del Popolo-Dan Diaconescu.
- Il 23 luglio 2014 aderisce al gruppo Ioan Viorel Teodorescu, proveniente dal gruppo del Partito Nazionale Liberale.
- Il 1º agosto 2014 aderisce al gruppo Aurel Niculae, proveniente dal gruppo dei Non iscritti.
- L'11 agosto 2014 aderisce al gruppo Laurențiu Țigăeru Roșca, proveniente dal gruppo del Partito Nazionale Liberale.
- Il 20 agosto 2014 aderisce al gruppo Florin Mihail Secară, proveniente dal gruppo dei Non iscritti.
- Il 1º settembre 2014 lascia il gruppo Ovidiu Silaghi, che aderisce al gruppo parlamentare liberale conservatore.
- Il 6 settembre 2014 aderisce al gruppo Cristian George Sefer, proveniente dal gruppo del Partito del Popolo-Dan Diaconescu.
- Il 9 settembre 2014 aderisce al gruppo Florin Gheorghe, proveniente dal gruppo dei Non iscritti.
- Il 30 settembre 2014 lascia il gruppo Ion Șcheau, che aderisce al gruppo del Partito Democratico Liberale.
- Il 13 ottobre 2014 lascia il gruppo Mihai Bogdan Diaconu, che aderisce al gruppo dei Non iscritti.
- Il 14 ottobre 2014 aderisce al gruppo Monica Iacob-Ridzi, proveniente dal gruppo del Partito del Popolo-Dan Diaconescu.
- Il 21 ottobre 2014 Viorel Hrebenciuc (Partito Social Democratico) si dimette, rinunciando all'immunità parlamentare, mettendosi a disposizione dei procuratori nelle tre inchieste in cui è indagato[20].
- Il 18 novembre 2014 aderisce al gruppo Dan Bordeianu, proveniente dal gruppo del Partito Nazionale Liberale.
- Il 19 novembre 2014 lascia il gruppo Răzvan Ionuț Tănase, che aderisce al gruppo dei Non iscritti.
- Il 7 gennaio 2015 aderisce al gruppo Valerian Vreme, proveniente dal gruppo dei Non iscritti.
- Il 13 gennaio 2015 aderisce al gruppo Radu Stroe, proveniente dal gruppo parlamentare liberale conservatore.
- Il 19 gennaio 2015 Ioan Adam (Partito Social Democratico) si dimette dopo essere stato sottoposto a custodia cautelare in un'inchiesta per abuso d'ufficio[22].
- Il 2 febbraio 2015 Miron Mitrea (Partito Social Democratico) si dimette ritirandosi dalla vita politica[23].
- Il 2 febbraio 2015 lasciano il gruppo Dumitru Chiriță, Florentin Gust Băloșin, Scarlat Iriza, Petre Petrescu e Radu Mihai Popa, che aderiscono al gruppo dei Non iscritti.
- Il 9 febbraio 2015 aderisce al gruppo Camelia Margareta Bogdănici, proveniente dal gruppo dei Non iscritti.
- Il 16 febbraio 2015 Monica Iacob-Ridzi (Partito Social Democratico) viene destituita dopo essere stata condannata in via definitiva per abuso d'ufficio[25].
- Il 4 marzo 2015 lascia il gruppo Florin Mihail Secară, che aderisce al gruppo del Partito Nazionale Liberale.
- Il 9 marzo 2015 aderisce al gruppo Marin Anton, proveniente dal gruppo dei Non iscritti.
- Il 12 marzo 2015 Oana Niculescu-Mizil Ștefănescu (Partito Social Democratico) si dimette dopo essere stata inserita nel registro degli indagati in un'inchiesta per corruzione[26].
- Il 30 marzo 2015 aderisce al gruppo Ion Pârgaru, proveniente dal gruppo parlamentare liberale conservatore.
- Il 1º aprile 2015 lascia il gruppo Andrei Răzvan Condurățeanu, che aderisce al gruppo dei Non iscritti.
- Il 20 aprile 2015 aderisce al gruppo Florian Daniel Geantă, proveniente dal gruppo parlamentare democratico popolare.
- Il 20 aprile 2015 Vasile Mocanu (Partito Social Democratico) si dimette per motivi di salute[30].
- Il 29 aprile 2015 aderisce al gruppo Tudor Ciuhodaru, proveniente dal gruppo parlamentare democratico popolare.
- Il 25 maggio 2015 aderisce al gruppo Dumitru Niculescu, proveniente dal gruppo dei Non iscritti.
- Il 16 giugno 2015 lascia il gruppo Gheorghe Roman, che aderisce al gruppo del Partito Nazionale Liberale.
- Il 24 giugno 2015 lascia il gruppo Marian Avram, che aderisce al gruppo del Partito Nazionale Liberale.
- Il 29 giugno 2015 aderisce al gruppo Valentin Blănariu, proveniente dal gruppo parlamentare democratico popolare.
- Il 27 luglio 2015 Aurel Vlădoiu (Partito Social Democratico) muore. Il seggio rimane vacante.
- Il 28 luglio 2015 Gheorghe Ciobanu (Partito Social Democratico) muore. Il seggio rimane vacante.
- Il 3 agosto 2015 aderiscono al gruppo Ștefan Petru Dalca e Liliana Mincă, provenienti dal gruppo parlamentare democratico popolare.
- Il 1º settembre 2015 lascia il gruppo Florian Nicolae, che aderisce al gruppo del Partito Nazionale Liberale.
- Il 1º settembre 2015 Ion Ochi (Partito Social Democratico) si dimette dopo essere stato rinviato a giudizio in un'inchiesta per corruzione[33].
- Il 21 settembre 2015 aderisce al gruppo Dumitru Chiriță, proveniente dal gruppo dei Non iscritti.
- Il 29 settembre 2015 Marian Ghiveciu (Partito Social Democratico) si dimette per incomprensioni politiche con il partito[34].
- Il 2 ottobre 2015 aderisce al gruppo Scarlat Iriza, proveniente dal gruppo dei Non iscritti.
- Il 15 dicembre 2015 lascia il gruppo Mihai Sturzu, che aderisce al gruppo dei Non iscritti.
- Il 21 dicembre 2015 aderisce al gruppo Cezar Cioată, proveniente dal gruppo dei Non iscritti.
- Il 25 gennaio 2016 Ion Stan (Partito Social Democratico) viene destituito dopo essere stato condannato in via definitiva per malversazione[35].
- Il 1º febbraio 2016 si costituisce il gruppo parlamentare dell'Unione Nazionale per il Progresso della Romania. Per aderirvi lasciano il gruppo Luminița Pachel Adam, Marin Anton, Valentin Blănariu, Camelia Margareta Bogdănici, Constantin Alin Bucur, Mario Ernest Caloianu, Eugen Chebac, Laurențiu Chirvăsuță, Tudor Ciuhodaru, Liviu Codîrlă, Ștefan Petru Dalca, Adrian Nicolae Diaconu, Ioana Jenica Dumitru, Gheorghe Emacu, Marian Enache, Nuțu Fonta, Florian Daniel Geantă, Florin Gheorghe, Titi Holban, Ioan Hulea, Constantin Mazilu, Ioan Mihăilă, Liliana Mincă, Constantin Moisii, Neagu Murgu, Eugen Nicolicea, Aurel Niculae, Dumitru Niculescu, Marioara Nistor, Ion Pârgaru, Dorin Silviu Petrea, Dumitru Iulian Popescu, Iacob Pușcaș, Ion Răducanu, Cristian George Sefer, Valeriu Steriu, Radu Stroe, Ion Tabugan, Ioan Viorel Teodorescu, Laurențiu Țigăeru Roșca, Sergiu Constantin Vizitiu, Valerian Vreme. Lascia il gruppo anche Scarlat Iriza, che aderisce al gruppo dei Non iscritti.
- Il 2 febbraio 2016 aderisce al gruppo Marian Avram, proveniente dal gruppo dei Non iscritti.
- Il 18 febbraio 2016 aderisce al gruppo Romeo Rădulescu, proveniente dal gruppo dei Non iscritti.
- Il 7 marzo 2016 Constantin Adăscăliței (Partito Social Democratico viene destituito dopo la constatazione dell'incompatibilità della posizione di consigliere del distretto di Iași e di socio di una società privata che aveva ricevuto un appalto dal consiglio del distretto, in base ad una sentenza del 2012 dell'Alta corte di cassazione e giustizia, che stabiliva l'interdizione alle cariche pubbliche per tre anni[38].
- Il 9 marzo 2016 aderiscono al gruppo Tudor Ciuhodaru, Liviu Codîrlă, Ștefan Petru Dalca, Adrian Nicolae Diaconu, Liliana Mincă e Ion Pârgaru, provenienti dal gruppo dell'Unione Nazionale per il Progresso della Romania. Lascia il gruppo Vasile Popeangă, che aderisce al gruppo dei Non iscritti.
- Il 14 marzo 2016 aderisce al gruppo Radu Stroe, proveniente dal gruppo dell'Unione Nazionale per il Progresso della Romania.
- Il 16 marzo 2016 aderisce al gruppo Florian Daniel Geantă, proveniente dal gruppo dell'Unione Nazionale per il Progresso della Romania. Lascia il gruppo Adrian Mocanu, che aderisce al gruppo dei Non iscritti.
- Il 22 marzo 2016 lascia il gruppo Camelia Khraibani, che aderisce al gruppo dei Non iscritti.
- Il 30 marzo 2016 aderisce al gruppo Dorin Silviu Petrea, proveniente dal gruppo dell'Unione Nazionale per il Progresso della Romania.
- Il 4 aprile 2016 aderisce al gruppo Florin Gheorghe, proveniente dal gruppo dell'Unione Nazionale per il Progresso della Romania.
- Il 20 aprile 2016 lascia il gruppo Vlad Marcoci, che aderisce al gruppo del Partito Nazionale Liberale.
- Il 25 aprile 2016 aderisce al gruppo Ioana Jenica Dumitru, proveniente dal gruppo dell'Unione Nazionale per il Progresso della Romania.
- Il 26 aprile 2016 Neculai Rățoi (Partito Social Democratico) muore. Il seggio rimane vacante.
- Il 3 maggio 2016 aderisce al gruppo Eugen Nicolicea, proveniente dal gruppo dell'Unione Nazionale per il Progresso della Romania.
- L'8 giugno 2016 lascia il gruppo Valeriu Zgonea, che aderisce al gruppo dei Non iscritti.
- Il 22 giugno 2016 Cosmin Necula (Partito Social Democratico) si dimette dopo essere stato eletto sindaco di Bacău.
- Il 23 giugno 2016 Viorel Marian Dragomir (Partito Social Democratico) si dimette dopo essere stato eletto sindaco di Brăila.
- Il 23 giugno 2016 Emil Moț (Partito Social Democratico) si dimette dopo essere stato eletto sindaco di Slatina (Olt).
- Il 27 giugno 2016 Daniel Florea (Partito Social Democratico) si dimette dopo essere stato eletto sindaco del Settore 5 di Bucarest.
- Il 27 giugno 2016 aderiscono al gruppo Laurențiu Chirvăsuță e Titi Holban, provenienti dal gruppo dell'Unione Nazionale per il Progresso della Romania, e Viorel Ionel Blăjuț, proveniente dal gruppo dei Non iscritti.
- Il 28 giugno 2016 aderisce al gruppo Valentin Blănariu, proveniente dal gruppo dell'Unione Nazionale per il Progresso della Romania.
- Il 28 giugno 2016 Mircia Muntean (Partito Social Democratico) si dimette dopo essere stato eletto sindaco di Deva (Hunedoara).
- Il 29 giugno 2016 Sorin Grindeanu (Partito Social Democratico) si dimette dopo essere stato eletto presidente del consiglio del distretto di Timiș.
- Il 1º luglio 2016 Ioana Jenica Dumitru (Partito Social Democratico) si dimette dopo essere stata eletta sindaco di Ștefănești (Argeș).
- Il 1º luglio 2016 Petru Sorin Marica (Partito Social Democratico) si dimette dopo essere stato eletto sindaco di Sălașu de Sus.
- Il 1º luglio 2016 Laurențiu Nistor (Partito Social Democratico) si dimette dopo essere stato eletto presidente del consiglio del distretto di Hunedoara.
- Il 1º luglio 2016 Cornel Cristian Resmeriță (Partito Social Democratico) si dimette dopo essere stato eletto sindaco di Lupeni (Hunedoara).
- Il 4 luglio 2016 Daniel Tudorache (Partito Social Democratico) si dimette dopo essere stato eletto sindaco del Settore 1 di Bucarest.
- Il 7 luglio 2016 Toader Dima (Partito Social Democratico) si dimette dopo essere stato eletto sindaco di Berezeni.
- Il 7 luglio 2016 Constantin Rădulescu (Partito Social Democratico) si dimette dopo essere stato eletto presidente del consiglio del distretto di Vâlcea.
- L'8 luglio 2016 Virgil Delureanu (Partito Social Democratico) si dimette dopo essere stato eletto vicepresidente del consiglio del distretto di Olt[41].
- L'11 luglio 2016 Ionel Arsene (Partito Social Democratico) si dimette dopo essere stato eletto presidente del consiglio del distretto di Neamț.
- Il 18 luglio 2016 lascia il gruppo Liviu Harbuz, che aderisce al gruppo dell'Unione Nazionale per il Progresso della Romania.
- Il 28 luglio 2016 Sonia Maria Drăghici (Partito Social Democratico) muore. Il seggio rimane vacante.
- Il 24 agosto 2016 lascia il gruppo Marius Manolache, che aderisce al gruppo dei Non iscritti.
- Il 1º settembre 2016 lascia il gruppo Ion Eparu, che aderisce al gruppo dei Non iscritti.
- Il 21 settembre 2016 lascia il gruppo Gheorghe Frăticiu, che aderisce al gruppo dei Non iscritti.
- Il 5 ottobre 2016 lascia il gruppo Liliana Mincă, che aderisce al gruppo dell'Alleanza dei Liberali e dei Democratici.
- Il 10 ottobre 2016 aderiscono al gruppo Liviu Laza Matiuța e Florian Nicolae, provenienti dal gruppo del Partito Nazionale Liberale. Lascia il gruppo Viorel Ionel Blăjuț, che aderisce al gruppo dei Non iscritti.
- L'11 ottobre 2016 Victor Roman (Partito Social Democratico) viene destituito dopo la constatazione dell'incompatibilità della posizione di parlamentare con quella di presidente del consiglio d'amministrazione di un'azienda privata[45].
- Il 17 ottobre 2016 lascia il gruppo Romeo Rădulescu, che aderisce al gruppo dei Non iscritti.
- Il 18 ottobre 2016 lascia il gruppo Ioan Axente, che aderisce al gruppo dei Non iscritti.
- Il 20 ottobre 2016 lascia il gruppo Ion Melinte, che aderisce al gruppo dell'Unione Nazionale per il Progresso della Romania.
- Il 24 ottobre 2016 lascia il gruppo Ștefan Petru Dalca, che aderisce al gruppo dell'Alleanza dei Liberali e dei Democratici.
- Il 7 novembre 2016 lascia il gruppo Neviser Zaharcu, che aderisce al gruppo dei Non iscritti.
- L'11 novembre 2016 Ion Bogdan Mihăilescu (Partito Social Democratico) si dimette dopo essere stato nominato direttore esecutivo della Direzione per la cultura, la stampa, lo sport, la gioventù e i culti del municipio del Settore 1 di Bucarest[46].
- Il 28 novembre 2016 Ioan Sorin Roman (Partito Social Democratico) viene destituito dopo la constatazione dell'incompatibilità della posizione di parlamentare con quella di titolare di partita IVA[48].
- Il 5 dicembre 2016 Constantin Cosmin Enea (Partito Social Democratico) viene destituito dopo la constatazione dell'incompatibilità della posizione di parlamentare con quella di titolare di partita IVA[49].
- Il 19 dicembre 2016 Liviu Dragnea (Partito Social Democratico) e Marcel Ciolacu (Partito Social Democratico) si dimettono per non beneficiare della pensione parlamentare[50].

Partito Nazionale Liberale
- L'11 febbraio 2013 aderisce al gruppo Romeo Florin Nicoară, proveniente dal gruppo del Partito del Popolo-Dan Diaconescu.
- L'11 marzo 2013 aderisce al gruppo Mihai Stănișoară, proveniente dal gruppo del Partito Democratico Liberale.
- Il 9 aprile 2013 aderisce al gruppo Ion Cupă, proveniente dal gruppo del Partito Democratico Liberale.
- Il 29 aprile 2013 Dan Rușanu (Partito Nazionale Liberale) si dimette dopo essere stato nominato presidente dell'Autorità di Sorveglianza Finanziaria (ASF)[4].
- Il 20 maggio 2013 George Becali (Partito Nazionale Liberale) viene destituito dopo essere stato condannato in via definitiva per abuso d'ufficio[5].
- Il 21 maggio 2013 aderisce al gruppo Gabriel Andronache, proveniente dal gruppo del Partito Democratico Liberale.
- Il 4 giugno 2013 lascia il gruppo Adriana Diana Tușa, che aderisce al gruppo dei Non iscritti.
- Il 3 settembre 2013 Eduard Hellvig (Partito Nazionale Liberale) e Ovidiu Silaghi (Partito Nazionale Liberale) si dimettono per ricoprire due seggi vacanti al Parlamento europeo[7].
- Il 24 settembre 2013 aderisce al gruppo Maria Grecea, proveniente dal gruppo del Partito del Popolo-Dan Diaconescu.
- Il 30 gennaio 2014 Relu Fenechiu (Partito Nazionale Liberale) viene destituito dopo essere stato condannato in via definitiva per concorso in abuso d'ufficio[11].
- Il 3 marzo 2014 lasciano il gruppo Marin Anton, che aderisce al gruppo dei Non iscritti, e Titi Holban, che aderisce al gruppo del Partito Social Democratico.
- Il 18 marzo 2014 lascia il gruppo Călin Potor, che aderisce al gruppo del Partito Social Democratico.
- Il 31 marzo 2014 lascia il gruppo Constantin Cosmin Enea, che aderisce al gruppo del Partito Social Democratico.
- Il 7 aprile 2014 lascia il gruppo Aurel Niculae, che aderisce al gruppo dei Non iscritti.
- L'11 giugno 2014 a Eduard Hellvig (Partito Nazionale Liberale), dimessosi il 3 settembre 2013, subentra Andrei Daniel Gheorghe (Partito Nazionale Liberale).
- Il 2 luglio 2014 lasciano il gruppo Daniel Chițoiu, Ion Cupă, Grațiela Gavrilescu, Andrei Gerea, Nicu Marcu, Alexandri Nicolae, Viorel Palașcă, Mihai Stănișoară, Radu Stroe, Gheorghe Mirel Taloș e Sorin Teju, che aderiscono al gruppo dei Non iscritti, e Ioan Viorel Teodorescu, che aderisce al gruppo del Partito Social Democratico.
- L'11 agosto 2014 lascia il gruppo Laurențiu Țigăeru Roșca, che aderisce al gruppo del Partito Social Democratico.
- Il 1º settembre 2014 lasciano il gruppo Octavian Bot, Florică Ică Calotă, Steluța Gustica Cătăniciu, Paul Dumbrăvanu, Constantin Galan, Virgil Guran, Ion Pârgaru, Dan Laurențiu Tocuț e Dorinel Ursărescu, che aderiscono al gruppo parlamentare liberale conservatore.
- Il 30 settembre 2014 aderisce al gruppo Ovidiu Alexandru Raețchi, proveniente dal gruppo parlamentare liberale conservatore.
- Il 18 novembre 2014 lascia il gruppo Dan Bordeianu, che aderisce al gruppo del Partito Social Democratico.
- Il 19 dicembre 2014 Adrian George Scutaru (Partito Nazionale Liberale) si dimette dopo essere stato nominato consigliere del Presidente della Romania Klaus Iohannis[21].
- Il 2 febbraio 2015 il gruppo del Partito Democratico Liberale si discioglie. Aderiscono al gruppo i deputati Roberta Anastase, Sanda Maria Ardeleanu, Ioan Balan, Lucian Bode, Claudia Boghicevici, Costică Canacheu, Dănuț Culețu, Constantin Dascălu, Tinel Gheorghe, Vasile Gudu, Gheorghe Ialomițianu, Vasile Iliuță, George Ionescu, Liviu Laza Matiuța, Mircea Lubanovici, Mircea Man, Lucian Militaru, Niculina Mocioi, Alexandru Nazare, Ioan Oltean, Maria Andreea Paul, Eusebiu Manea Pistru, Dan Cristian Popescu, Alin Augustin Florin Popoviciu, Cezar Preda, Cristian Constantin Roman, Cornel Mircea Sămărtinean, Valeria Diana Schelean Șomfelean, Ion Șcheau, Cătălin Florin Teodorescu, Mircea Nicu Toader, Raluca Turcan, Adriana Diana Tușa, Gheorghe Udriște, Ionaș Florin Urcan e Iulian Vladu. Aderiscono anche Ovidiu Ioan Dumitru, Dragoș Ionel Gunia, Aurelian Mihai e Theodor Paleologu, provenienti dal gruppo dei Non iscritti, e Alexandri Nicolae, proveniente dal gruppo parlamentare liberale conservatore
- Il 4 marzo 2015 aderisce al gruppo Mihai Tararache, proveniente dal gruppo dei Non iscritti, e Florin Mihail Secară, proveniente dal gruppo del Partito Social Democratico.
- Il 1º aprile 2015 Dănuț Culețu (Partito Nazionale Liberale) si dimette dopo essere stato rinviato a giudizio in un'inchiesta per corruzione[27].
- Il 12 maggio 2015 Theodor Cătălin Nicolescu (Partito Nazionale Liberale) si dimette dopo essere stato sottoposto a custodia cautelare in un'inchiesta per corruzione[32].
- Il 16 giugno 2015 aderisce al gruppo Gheorghe Roman, proveniente dal gruppo del Partito Social Democratico.
- Il 24 giugno 2015 aderisce al gruppo Marian Avram, proveniente dal gruppo del Partito Social Democratico.
- Il 26 giugno 2015 aderisce al gruppo Virgil Guran, proveniente dal gruppo dei Non iscritti.
- Il 30 giugno 2015 aderisce al gruppo Paul Dumbrăvanu, proveniente dal gruppo dei Non iscritti.
- Il 1º settembre 2015 aderisce al gruppo Florian Nicolae, proveniente dal gruppo del Partito Social Democratico.
- Il 22 dicembre 2015 lascia il gruppo Marian Avram, che aderisce al gruppo dei Non iscritti.
- Il 1º febbraio 2016 lascia il gruppo Gheorghe Udriște, che aderisce al gruppo dei Non iscritti.
- Il 29 febbraio 2016 lascia il gruppo Ștefan Alexandru Băișanu, che aderisce al gruppo dell'Alleanza dei Liberali e dei Democratici.
- Il 1º marzo 2016 aderisce al gruppo Sorin Teju, proveniente dal gruppo dell'Alleanza dei Liberali e dei Democratici.
- Il 16 marzo 2016 aderisce al gruppo Constantin Galan, proveniente dal gruppo dell'Alleanza dei Liberali e dei Democratici.
- Il 20 aprile 2016 aderisce al gruppo Vlad Marcoci, proveniente dal gruppo del Partito Social Democratico.
- Il 26 aprile 2016 aderisce al gruppo Marin Anton, proveniente dal gruppo dell'Unione Nazionale per il Progresso della Romania.
- Il 6 giugno 2016 lascia il gruppo Octavian Marius Popa, che aderisce al gruppo dei Non iscritti.
- Il 29 giugno 2016 Claudia Boghicevici (Partito Nazionale Liberale) si dimette dopo essere stata eletta vicepresidente del consiglio del distretto di Arad[39].
- Il 1º luglio 2016 Gheorghe Roman (Partito Nazionale Liberale) si dimette dopo essere stato eletto sindaco di Mediaș.
- Il 7 luglio 2016 Mihai Aurel Donțu (Partito Nazionale Liberale) si dimette dopo essere stato eletto consigliere del distretto di Brașov[40].
- Il 9 luglio 2016 Vasile Iliuță (Partito Nazionale Liberale) si dimette dopo essere stato eletto presidente del consiglio del distretto di Călărași.
- Il 4 agosto 2016 Dan Cristian Popescu (Partito Nazionale Liberale) si dimette dopo essere stato eletto vicesindaco del Settore 2 di Bucarest[43].
- Il 1º settembre 2016 aderisce al gruppo Ioan Viorel Teodorescu, proveniente dal gruppo dell'Unione Nazionale per il Progresso della Romania. Lascia il gruppo Mihăiță Calimente, che aderisce al gruppo dell'Alleanza dei Liberali e dei Democratici.
- Il 5 settembre 2016 lascia il gruppo Adriana Diana Tușa, che aderisce al gruppo dei Non iscritti.
- Il 6 settembre 2016 aderisce al gruppo Aurel Niculae, proveniente dal gruppo dei Non iscritti.
- Il 13 settembre 2016 lascia il gruppo Aurelian Mihai, che aderisce al gruppo dell'Unione Nazionale per il Progresso della Romania.
- Il 19 settembre 2016 aderisce al gruppo Vasile Popeangă, proveniente dal gruppo dell'Unione Nazionale per il Progresso della Romania.
- Il 26 settembre 2016 aderisce al gruppo Maria Dragomir, proveniente dal gruppo dei Non iscritti.
- Il 10 ottobre 2016 aderiscono al gruppo Gabriela Lola Anghel, Mihai Deaconu, Daniel Fenechiu, provenienti dal gruppo dei Non iscritti, Vasile Cătălin Drăgușanu, proveniente dal gruppo dell'Alleanza dei Liberali e dei Democratici, e Viorel Ionel Blăjuț, proveniente dal gruppo del Partito Social Democratico. Lasciano il gruppo Liviu Laza Matiuța e Florian Nicolae, che aderiscono al gruppo del Partito Social Democratico, e Sorin Teju, che aderisce al gruppo dei Non iscritti.
- Il 25 ottobre 2016 lascia il gruppo Cornel Mircea Sămărtinean, che aderisce al gruppo dell'Unione Nazionale per il Progresso della Romania.
- Il 31 ottobre 2016 lascia il gruppo Viorel Ionel Blăjuț, che aderisce al gruppo dei Non iscritti.
- Il 7 novembre 2016 lascia il gruppo Daniel Stamate Budurescu, che aderisce al gruppo dell'Alleanza dei Liberali e dei Democratici.

Partito Democratico Liberale
- Il 22 gennaio 2013 lascia il gruppo Vicențiu Mircea Irimie, che aderisce al gruppo del Partito Conservatore.
- L'11 marzo 2013 lascia il gruppo Mihai Stănișoară, che aderisce al gruppo del Partito Nazionale Liberale.
- Il 9 aprile 2013 lascia il gruppo Ion Cupă, che aderisce al gruppo del Partito Nazionale Liberale.
- Il 22 aprile 2013 lascia il gruppo Mihaela Stoica, che aderisce al gruppo dei Non iscritti.
- Il 14 maggio 2013 lascia il gruppo Valerian Vreme, che aderisce al gruppo dei Non iscritti.
- Il 21 maggio 2013 lascia il gruppo Gabriel Andronache, che aderisce al gruppo del Partito Nazionale Liberale.
- Il 28 maggio 2013 lascia il gruppo Sergiu Constantin Vizitiu, che aderisce al gruppo del Partito Social Democratico.
- Il 2 settembre 2013 lasciano il gruppo Clement Negruț e Eugen Tomac, che aderiscono al gruppo dei Non iscritti.
- Il 15 ottobre 2013 Ștefan Bucur Stoica (Partito Democratico Liberale) viene destituito dopo la constatazione dell'incompatibilità della posizione di consigliere del distretto di Dolj e di direttore della Direzione regionale per le strade e i ponti di Craiova, in base ad una sentenza del 2011 dell'Alta corte di cassazione e giustizia, che stabiliva l'interdizione alle cariche pubbliche per tre anni[8][9].
- Il 3 febbraio 2014 lasciano il gruppo Camelia Margareta Bogdănici, Florian Daniel Geantă, Florin Gheorghe, Dragoș Ionel Gunia, Adrian Gurzău, Petru Movilă, Theodor Paleologu, Florin Aurelian Popescu, Florin Mihail Secară e Elena Udrea, che aderiscono al gruppo dei Non iscritti.
- Il 24 marzo 2014 lascia il gruppo Ioan Mihăilă, che aderisce al gruppo del Partito Social Democratico.
- Il 2 giugno 2014 lascia il gruppo Mircia Muntean, che aderisce al gruppo del Partito Social Democratico.
- Il 17 giugno 2014 aderisce al gruppo Adriana Diana Tușa, proveniente dal gruppo dei Non iscritti.
- L'8 settembre 2014 aderisce al gruppo Niculina Mocioi, proveniente dal gruppo dei Non iscritti.
- Il 22 settembre 2014 lascia il gruppo Romeo Rădulescu, che aderisce al gruppo parlamentare liberale conservatore.
- Il 30 settembre 2014 aderisce al gruppo Ion Șcheau, proveniente dal gruppo del Partito Social Democratico.
- Il 2 febbraio 2015 il gruppo si discioglie. I deputati Roberta Anastase, Sanda Maria Ardeleanu, Ioan Balan, Lucian Bode, Claudia Boghicevici, Costică Canacheu, Dănuț Culețu, Constantin Dascălu, Tinel Gheorghe, Vasile Gudu, Gheorghe Ialomițianu, Vasile Iliuță, George Ionescu, Liviu Laza Matiuța, Mircea Lubanovici, Mircea Man, Lucian Militaru, Niculina Mocioi, Alexandru Nazare, Ioan Oltean, Maria Andreea Paul, Eusebiu Manea Pistru, Dan Cristian Popescu, Alin Augustin Florin Popoviciu, Cezar Preda, Cristian Constantin Roman, Cornel Mircea Sămărtinean, Valeria Diana Schelean Șomfelean, Ion Șcheau, Cătălin Florin Teodorescu, Mircea Nicu Toader, Raluca Turcan, Adriana Diana Tușa, Gheorghe Udriște, Ionaș Florin Urcan e Iulian Vladu aderiscono al gruppo del Partito Nazionale Liberale.

Partito del Popolo-Dan Diaconescu
- Il 22 gennaio 2013 lascia il gruppo Ioan Moldovan, che aderisce al gruppo del Partito Conservatore.
- Il 4 febbraio 2013 lascia il gruppo Cezar Cioată, che aderisce al gruppo del Partito Conservatore.
- L'11 febbraio 2013 aderisce al gruppo Cezar Cioată, proveniente dal gruppo del Partito Conservatore. Lascia il gruppo Romeo Florin Nicoară, che aderisce al gruppo del Partito Nazionale Liberale.
- Il 15 aprile 2013 lascia il gruppo Constantin Alin Bucur, che aderisce al gruppo dei Non iscritti.
- Il 22 aprile 2013 lascia il gruppo Mihai Tararache, che aderisce al gruppo dei Non iscritti.
- Il 26 marzo 2013 lascia il gruppo Gheorghe Coman, che aderisce al gruppo del Partito Conservatore.
- Il 7 maggio 2013 lascia il gruppo Cezar Cioată, che aderisce al gruppo del Partito Conservatore.
- Il 14 maggio 2013 lascia il gruppo Radu Mihai Popa, che aderisce al gruppo dei Non iscritti.
- Il 21 maggio 2013 lasciano il gruppo Viorel Ionel Blăjuț, Ovidiu Ioan Dumitru, Ion Cristinel Marian, Aurelian Mihai e Ion Șcheau, che aderiscono al gruppo dei Non iscritti.
- Il 28 maggio 2013 lascia il gruppo Iacob Pușcaș, che aderisce al gruppo dei Non iscritti.
- Il 17 giugno 2013 lasciano il gruppo Răzvan Rotaru, che aderisce al gruppo del Partito Conservatore, e Răzvan Ionuț Tănase, che aderisce al gruppo dei Non iscritti.
- Il 21 giugno 2013 lascia il gruppo Gheorghe Nețoiu, che aderisce al gruppo del Partito Social Democratico.
- Il 18 settembre 2013 lascia il gruppo Ion Melinte, che aderisce al gruppo del Partito Social Democratico.
- Il 24 settembre 2013 lascia il gruppo Maria Grecea, che aderisce al gruppo del Partito Nazionale Liberale.
- Il 30 settembre 2013 lascia il gruppo Eugen Chebac, che aderisce al gruppo del Partito Social Democratico.
- Il 21 ottobre 2013 lascia il gruppo Miron Alexandru Smarandache, che aderisce al gruppo del Partito Social Democratico.
- Il 2 dicembre 2013 aderisce al gruppo Ion Cristinel Marian, proveniente dal gruppo dei Non iscritti.
- Il 17 dicembre 2013 lasciano il gruppo Liviu Codîrlă, Andrei Răzvan Condurățeanu e Ioan Hulea, che aderiscono al gruppo del Partito Social Democratico.
- Il 20 dicembre 2013 lascia il gruppo Neagu Murgu, che aderisce al gruppo del Partito Social Democratico.
- Il 24 febbraio 2014 lascia il gruppo Nuțu Fonta, che aderisce al gruppo del Partito Social Democratico.
- Il 3 marzo 2014 lascia il gruppo Constantin Moisii, che aderisce al gruppo del Partito Social Democratico.
- Il 31 marzo 2014 lascia il gruppo Cornel George Comșa, che aderisce al gruppo dei Non iscritti.
- Il 27 maggio 2014 lascia il gruppo Adrian Nicolae Diaconu, che aderisce al gruppo del Partito Social Democratico.
- Il 28 maggio 2014 lascia il gruppo Marioara Nistor, che aderisce al gruppo del Partito Social Democratico.
- L'11 giugno 2014 lascia il gruppo Mario Ernest Caloianu, che aderisce al gruppo del Partito Social Democratico.
- Il 18 giugno 2014 lascia il gruppo Luminița Pachel Adam, che aderisce al gruppo del Partito Social Democratico.
- Il 23 giugno 2014 lascia il gruppo Niculina Mocioi, che aderisce al gruppo gruppo dei Non iscritti.
- Il 27 giugno 2014 lascia il gruppo Ioana Jenica Dumitru, che aderisce al gruppo del Partito Social Democratico.
- Il 6 settembre 2014 lascia il gruppo Cristian George Seifer, che aderisce al gruppo del Partito Social Democratico.
- Il 14 ottobre 2014 lascia il gruppo Monica Iacob-Ridzi, che aderisce al gruppo del Partito Social Democratico.
- Il 3 dicembre 2014 aderisce al gruppo Viorel Ionel Blăjuț, proveniente dal gruppo dei Non iscritti.
- Il 9 dicembre 2014 lasciano il gruppo Valentin Blănariu, Liliana Ciobanu, Maria Dragomir e Dumitru Niculescu, che aderisce al gruppo dei Non iscritti.
- Il 4 marzo 2015 aderiscono al gruppo Adrian Gurzău, Petru Movilă, Clement Negruț e Eugen Tomac, provenienti dal gruppo dei Non iscritti.
- Il 6 marzo 2015 aderisce al gruppo Florian Daniel Geantă, proveniente dal gruppo dei Non iscritti.
- Il 20 aprile 2015 lascia il gruppo Florian Daniel Geantă, che aderisce al gruppo del Partito Social Democratico.
- Il 28 aprile 2015 aderisce al gruppo Răzvan Rotaru, proveniente dal gruppo dei Non iscritti.
- Il 29 aprile 2015 lascia il gruppo Tudor Ciuhodaru, che aderisce al gruppo del Partito Social Democratico.
- Il 3 giugno 2015 lasciano il gruppo Adrian Gurzău, Petru Movilă, Clement Negruț e Eugen Tomac, che aderiscono al gruppo dei Non iscritti.
- Il 17 giugno 2015 aderisce al gruppo Radu Mihai Popa, proveniente dal gruppo dei Non iscritti.
- Il 3 agosto 2015 lasciano il gruppo Ștefan Petru Dalca e Liliana Mincă, che aderiscono al gruppo del Partito Social Democratico.
- Il 31 agosto 2015 aderisce al gruppo Răzvan Ionuț Tănase, proveniente dal gruppo dei Non iscritti.
- Il 1º settembre 2015 aderisce al gruppo Liliana Ciobanu, proveniente dal gruppo dei Non iscritti.
- Il 19 ottobre 2015 aderisce al gruppo Cornel George Comșa, proveniente dal gruppo dei Non iscritti.
- Il 21 dicembre 2015 lasciano il gruppo Ștefan Burlacu e Răzvan Ionuț Tănase, che aderiscono al gruppo dei Non iscritti.
- Il 22 dicembre 2015 il gruppo si discioglie. I deputati Gabriela Lola Anghel, Viorel Ionel Blăjuț, Liliana Ciobanu, Cornel George Comșa, Mihai Deaconu, Daniel Fenechiu, Ion Cristinel Marian, Daniel Vasile Oajdea, Radu Mihai Popa e Răzvan Rotaru aderiscono al gruppo dei Non iscritti.

Unione Democratica Magiara di Romania
- Il 1º aprile 2015 Attila Gabor Markó (Unione Democratica Magiara di Romania) si dimette dopo l'invio al Parlamento della richiesta di arresto preventivo in un'inchiesta per corruzione in cui figura come indagato[29].
- Il 7 luglio 2016 Gábor Kereskényi (Unione Democratica Magiara di Romania) si dimette dopo essere stato eletto sindaco di Satu Mare.

Partito Conservatore/Alleanza dei Liberali e dei Democratici
- Il 22 gennaio 2013 aderiscono al gruppo Vicențiu Mircea Irimie, proveniente dal gruppo del Partito Democratico Liberale, e Ioan Moldovan, proveniente dal gruppo del Partito del Popolo-Dan Diaconescu.
- Il 4 febbraio 2013 aderisce al gruppo Cezar Cioată, proveniente dal gruppo del Partito del Popolo-Dan Diaconescu.
- L'11 febbraio 2013 lascia il gruppo Cezar Cioată, che aderisce al gruppo del Partito del Popolo-Dan Diaconescu.
- Il 26 marzo 2013 aderisce al gruppo Gheorghe Coman, proveniente dal gruppo del Partito del Popolo-Dan Diaconescu.
- Il 14 maggio 2013 aderisce al gruppo Cezar Cioată, proveniente dal gruppo del Partito del Popolo-Dan Diaconescu.
- Il 17 giugno 2013 aderisce al gruppo Răzvan Rotaru, proveniente dal gruppo del Partito del Popolo-Dan Diaconescu.
- Il 25 marzo 2014 Maria Grapini (Partito Conservatore) si dimette per candidarsi alle Elezioni europee del 2014 in Romania[14].
- Il 28 aprile 2014 Gheorghe Coman (Partito Conservatore) viene destituito dopo essere stato condannato in via definitiva per malversazione[15].
- Il 12 maggio 2014 Dinu Giurescu (Partito Conservatore) si dimette dopo essere stato nominato vicepresidente dell'Accademia romena[16].
- Il 23 giugno 2014 lascia il gruppo Răzvan Rotaru, che aderisce al gruppo dei Non iscritti.
- Il 1º settembre 2014 aderiscono al gruppo Daniel Chițoiu, Ion Cupă, Grațiela Gavrilescu, Andrei Gerea, Nicu Marcu, Alexandri Nicolae, Viorel Palașcă, Mihai Stănișoară, Radu Stroe, Gheorghe Mirel Taloș e Sorin Teju, provenienti dal gruppo dei Non iscritti, Octavian Bot, Florică Ică Calotă, Steluța Gustica Cătăniciu, Paul Dumbrăvanu, Constantin Galan, Virgil Guran, Ion Pârgaru, Dan Laurențiu Tocuț e Dorinel Ursărescu, provenienti dal gruppo del Partito Nazionale Liberale, e Ovidiu Silaghi, proveniente dal gruppo del Partito Social Democratico.
- Il 22 settembre 2014 aderisce al gruppo Romeo Rădulescu, proveniente dal gruppo del Partito Democratico Liberale.
- Il 30 settembre 2014 lascia il gruppo Ovidiu Alexandru Raețchi, che aderisce al gruppo del Partito Nazionale Liberale.
- Il 13 gennaio 2015 lascia il gruppo Radu Stroe, che aderisce al gruppo del Partito Social Democratico.
- Il 2 febbraio 2015 lasciano il gruppo Paul Dumbrăvanu, che aderisce al gruppo dei Non iscritti, e Alexandri Nicolae, che aderisce al gruppo del Partito Nazionale Liberale.
- Il 10 febbraio 2015 Nicu Marcu (gruppo parlamentare liberale conservatore) si dimette dopo essere stato nominato consigliere della Corte dei conti[24].
- Il 23 febbraio 2015 lascia il gruppo Virgil Guran, che aderisce al gruppo dei Non iscritti.
- Il 18 marzo 2015 lascia il gruppo Ion Pârgaru, che aderisce al gruppo del Partito Social Democratico.
- Il 31 marzo 2015 lascia il gruppo Romeo Rădulescu, che aderisce al gruppo dei Non iscritti.
- Il 1º aprile 2015 Ion Diniță (gruppo parlamentare liberale conservatore) si dimette dopo essere stato rinviato a giudizio in un'inchiesta per corruzione[28].
- Il 29 aprile 2015 Mihai Stănișoară (gruppo parlamentare liberale conservatore) si dimette ritirandosi dalla vita politica[31].
- Il 18 luglio 2015 Octavian Bot (gruppo parlamentare liberale conservatore) muore. Il seggio rimane vacante.
- Il 18 novembre 2015 lascia il gruppo Cezar Cioată, che aderisce al gruppo dei Non iscritti.
- Il 29 febbraio 2016 aderisce al gruppo Ștefan Alexandru Băișanu, proveniente dal gruppo del Partito Nazionale Liberale.
- Il 1º marzo 2016 lascia il gruppo Sorin Teju, che aderisce al gruppo del Partito Nazionale Liberale.
- Il 16 marzo 2016 lascia il gruppo Constantin Galan, che aderisce al gruppo del Partito Nazionale Liberale.
- Il 1º settembre 2016 aderiscono al gruppo Mihăiță Calimente, proveniente dal gruppo del Partito Nazionale Liberale, e Scarlat Iriza, proveniente dal gruppo dei Non iscritti.
- Il 5 settembre 2016 aderisce al gruppo Octavian Marius Popa, proveniente dal gruppo dei Non iscritti.
- Il 5 ottobre 2016 aderisce al gruppo Liliana Mincă, proveniente dal gruppo del Partito Social Democratico.
- Il 10 ottobre 2016 Ioan Moldovan (Alleanza dei Liberali e dei Democratici) viene destituito dopo la constatazione dell'incompatibilità della posizione di parlamentare con quella di amministratore di un'azienda privata[44].
- Il 10 ottobre 2016 lascia il gruppo Vasile Cătălin Drăgușanu, che aderisce al gruppo del Partito Nazionale Liberale.
- L'11 ottobre 2016 aderisce al gruppo Aurelian Mihai, proveniente dal gruppo dell'Unione Nazionale per il Progresso della Romania.
- Il 24 ottobre 2016 aderisce al gruppo Ștefan Petru Dalca, proveniente dal gruppo del Partito Social Democratico.
- Il 1º novembre 2016 aderisce al gruppo Constantin Alin Bucur, proveniente dal gruppo dell'Unione Nazionale per il Progresso della Romania.
- Il 7 novembre 2016 aderisce al gruppo Daniel Stamate Budurescu, proveniente dal gruppo del Partito Nazionale Liberale.

 Unione Nazionale per il Progresso della Romania 
- Il 1º febbraio 2016 si costituisce il gruppo parlamentare dell'Unione Nazionale per il Progresso della Romania. Vi aderiscono Luminița Pachel Adam, Marin Anton, Valentin Blănariu, Camelia Margareta Bogdănici, Constantin Alin Bucur, Mario Ernest Caloianu, Eugen Chebac, Laurențiu Chirvăsuță, Tudor Ciuhodaru, Liviu Codîrlă, Ștefan Petru Dalca, Adrian Nicolae Diaconu, Ioana Jenica Dumitru, Gheorghe Emacu, Marian Enache, Nuțu Fonta, Florian Daniel Geantă, Florin Gheorghe, Titi Holban, Ioan Hulea, Constantin Mazilu, Ioan Mihăilă, Liliana Mincă, Constantin Moisii, Neagu Murgu, Eugen Nicolicea, Aurel Niculae, Dumitru Niculescu, Marioara Nistor, Ion Pârgaru, Dorin Silviu Petrea, Dumitru Iulian Popescu, Iacob Pușcaș, Ion Răducanu, Cristian George Sefer, Valeriu Steriu, Radu Stroe, Ion Tabugan, Ioan Viorel Teodorescu, Laurențiu Țigăeru Roșca, Sergiu Constantin Vizitiu e Valerian Vreme, provenienti dal gruppo del Partito Social Democratico.
- Il 9 marzo 2016 lasciano il gruppo Tudor Ciuhodaru, Liviu Codîrlă, Ștefan Petru Dalca, Adrian Nicolae Diaconu, Liliana Mincă e Ion Pârgaru, che aderiscono al gruppo del Partito Social Democratico.
- Il 14 marzo 2016 lascia il gruppo Radu Stroe, che aderisce al gruppo del Partito Social Democratico.
- Il 16 marzo 2016 lascia il gruppo Florian Daniel Geantă, che aderisce al gruppo del Partito Social Democratico.
- Il 25 marzo 2016 lascia il gruppo Marian Enache, che aderisce al gruppo dei Non iscritti.
- Il 30 marzo 2016 lascia il gruppo Dorin Silviu Petrea, che aderisce al gruppo del Partito Social Democratico.
- Il 4 aprile 2016 lascia il gruppo Florin Gheorghe, che aderisce al gruppo del Partito Social Democratico.
- Il 25 aprile 2016 lascia il gruppo Ioana Jenica Dumitru, che aderisce al gruppo del Partito Social Democratico.
- Il 26 aprile 2016 lascia il gruppo Marin Anton, che aderisce al gruppo del Partito Nazionale Liberale.
- Il 3 maggio 2016 lascia il gruppo Eugen Nicolicea, che aderisce al gruppo del Partito Social Democratico.
- Il 4 maggio 2016 lascia il gruppo Iacob Pușcaș, che aderisce al gruppo dei Non iscritti.
- Il 27 giugno 2016 lasciano il gruppo Laurențiu Chirvăsuță e Titi Holban, che aderiscono al gruppo del Partito Social Democratico.
- Il 28 giugno 2016 aderisce al gruppo Răzvan Rotaru, proveniente dal gruppo dei Non iscritti. Lascia il gruppo Valentin Blănariu, che aderisce al gruppo del Partito Social Democratico.
- Il 13 luglio 2016 aderiscono al gruppo Ștefan Burlacu, Andrei Răzvan Condurățeanu, Ion Cristinel Marian e Radu Mihai Popa, provenienti dal gruppo dei Non iscritti.
- Il 18 luglio 2016 aderisce al gruppo Liviu Harbuz, proveniente dal gruppo del Partito Social Democratico.
- Il 20 luglio 2016 aderiscono al gruppo Adrian Gurzău, Petru Movilă, Clement Negruț, Eugen Tomac e Gheorghe Udriște, provenienti dal gruppo dei Non iscritti.
- Il 10 agosto 2016 lascia il gruppo Laurențiu Țigăeru Roșca, che aderisce al gruppo dei Non iscritti.
- Il 29 agosto 2016 lascia il gruppo Aurel Niculae, che aderisce al gruppo dei Non iscritti.
- Il 1º settembre 2016 aderiscono al gruppo Adrian Mocanu e Vasile Popeangă, provenienti dal gruppo dei Non iscritti. Lascia il gruppo Ioan Viorel Teodorescu, che aderisce al gruppo del Partito Nazionale Liberale.
- Il 13 settembre 2016 aderisce al gruppo Aurelian Mihai, proveniente dal gruppo del Partito Nazionale Liberale.
- Il 19 settembre 2016 lascia il gruppo Vasile Popeangă, che aderisce al gruppo del Partito Nazionale Liberale.
- L'11 ottobre 2016 lascia il gruppo Aurelian Mihai, che aderisce al gruppo dell'Alleanza dei Liberali e dei Democratici.
- Il 20 ottobre 2016 aderisce al gruppo Ion Melinte, proveniente dal gruppo del Partito Social Democratico.
- Il 24 ottobre 2016 lascia il gruppo Liviu Harbuz, che aderisce al gruppo dei Non iscritti.
- Il 25 ottobre 2016 aderisce al gruppo Cornel Mircea Sămărtinean, proveniente dal gruppo del Partito Nazionale Liberale.
- Il 1º novembre 2016 lascia il gruppo Constantin Alin Bucur, che aderisce al gruppo dell'Alleanza dei Liberali e dei Democratici.

Minoranze etniche
- Il 3 febbraio 2014 Mircea Grosaru (Minoranze etniche) muore. Il seggio rimane vacante.
- Il 26 settembre 2016 Niculae Mircovici (Minoranze etniche) muore. Il seggio rimane vacante.

Non iscritti
- Il 15 aprile 2013 aderisce alla componente Constantin Alin Bucur, proveniente dal gruppo del Partito del Popolo-Dan Diaconescu.
- Il 22 aprile 2013 aderiscono alla componente Mihaela Stoica, proveniente dal gruppo del Partito Democratico Liberale, e Mihai Tararache, proveniente dal gruppo del Partito del Popolo-Dan Diaconescu.
- Il 14 maggio 2013 aderiscono alla componente Radu Mihai Popa, proveniente dal gruppo del Partito del Popolo-Dan Diaconescu, e Valerian Vreme, proveniente dal gruppo del Partito Democratico Liberale.
- Il 21 maggio 2013 aderiscono alla componente Viorel Ionel Blăjuț, Ovidiu Ioan Dumitru, Ion Cristinel Marian, Aurelian Mihai e Ion Șcheau, provenienti dal gruppo del Partito del Popolo-Dan Diaconescu, e Remus Florinel Cernea, proveniente dal gruppo del Partito Social Democratico.
- Il 28 maggio 2013 aderisce alla componente Iacob Pușcaș, proveniente dal gruppo del Partito del Popolo-Dan Diaconescu.
- Il 4 giugno 2013 aderisce alla componente Adriana Diana Tușa, proveniente dal gruppo del Partito Nazionale Liberale.
- Il 21 giugno 2013 aderisce alla componente Răzvan Ionuț Tănase, proveniente dal gruppo del Partito del Popolo-Dan Diaconescu.
- Il 2 settembre 2013 aderiscono alla componente Clement Negruț e Eugen Tomac, provenienti dal gruppo del Partito Democratico Liberale.
- Il 18 settembre 2013 lascia la componente Radu Mihai Popa, che aderisce al gruppo del Partito Social Democratico.
- Il 7 ottobre 2013 lasciano la componente Constantin Alin Bucur e Răzvan Ionuț Tănase, che aderiscono al gruppo del Partito Social Democratico.
- Il 21 ottobre 2013 lascia la componente Ion Șcheau, che aderisce al gruppo del Partito Social Democratico.
- Il 2 dicembre 2013 lascia la componente Ion Cristinel Marian, che aderisce al gruppo del Partito del Popolo-Dan Diaconescu.
- Il 17 dicembre 2013 lascia la componente Iacob Pușcaș, che aderisce al gruppo del Partito Social Democratico.
- Il 3 febbraio 2014 aderiscono alla componente Camelia Margareta Bogdănici, Florian Daniel Geantă, Florin Gheorghe, Dragoș Ionel Gunia, Adrian Gurzău, Petru Movilă, Theodor Paleologu, Florin Aurelian Popescu, Florin Mihail Secară e Elena Udrea, provenienti dal gruppo del Partito Democratico Liberale.
- Il 3 marzo 2014 aderisce alla componente Marin Anton, proveniente dal gruppo del Partito Nazionale Liberale.
- Il 31 marzo 2014 aderisce alla componente Cornel George Comșa, proveniente dal gruppo del Partito del Popolo-Dan Diaconescu.
- Il 7 aprile 2014 aderisce alla componente Aurel Niculae, proveniente dal gruppo del Partito Nazionale Liberale.
- Il 17 giugno 2014 lascia la componente Adriana Diana Tușa, che aderisce al gruppo del Partito Democratico Liberale.
- Il 23 giugno 2014 aderiscono alla componente Niculina Mocioi, proveniente dal gruppo del Partito del Popolo-Dan Diaconescu, e Răzvan Rotaru, proveniente dal gruppo del Partito Conservatore.
- Il 2 luglio 2014 aderiscono alla componente Daniel Chițoiu, Ion Cupă, Grațiela Gavrilescu, Andrei Gerea, Nicu Marcu, Alexandri Nicolae, Viorel Palașcă, Mihai Stănișoară, Radu Stroe, Gheorghe Mirel Taloș e Sorin Teju, provenienti dal gruppo del Partito Nazionale Liberale.
- Il 1º agosto 2014 lascia la componente Aurel Niculae, che aderisce al gruppo del Partito Social Democratico.
- Il 20 agosto 2014 lascia la componente Florin Mihail Secară, che aderisce al gruppo del Partito Social Democratico.
- Il 1º settembre 2014 lasciano la componente Daniel Chițoiu, Ion Cupă, Grațiela Gavrilescu, Andrei Gerea, Nicu Marcu, Alexandri Nicolae, Viorel Palașcă, Mihai Stănișoară, Radu Stroe, Gheorghe Mirel Taloș e Sorin Teju, che aderiscono al gruppo parlamentare liberale conservatore.
- L'8 settembre 2014 lascia la componente Niculina Mocioi, che aderisce al gruppo del Partito Democratico Liberale.
- Il 9 settembre 2014 lascia la componente Florin Gheorghe, che aderisce al gruppo del Partito Social Democratico.
- Il 13 ottobre 2014 aderisce alla componente Mihai Bogdan Diaconu, proveniente dal gruppo del Partito Social Democratico.
- Il 19 novembre 2014 aderisce alla componente Răzvan Ionuț Tănase, proveniente dal gruppo del Partito Social Democratico.
- Il 3 dicembre 2014 lascia la componente Viorel Ionel Blăjuț, che aderisce al gruppo del Partito del Popolo-Dan Diaconescu.
- Il 9 dicembre 2014 aderiscono alla componente Valentin Blănariu, Liliana Ciobanu, Maria Dragomir e Dumitru Niculescu, provenienti dal gruppo del Partito del Popolo-Dan Diaconescu.
- Il 7 gennaio 2015 lascia la componente Valerian Vreme, che aderisce al gruppo del Partito Social Democratico.
- Il 2 febbraio 2015 aderiscono alla componente Dumitru Chiriță, Florentin Gust Băloșin, Scarlat Iriza, Petre Petrescu e Radu Mihai Popa, provenienti dal gruppo del Partito Social Democratico, e Paul Dumbrăvanu, proveniente dal gruppo parlamentare liberale conservatore. Lasciano la componente Ovidiu Ioan Dumitru, Dragoș Ionel Gunia, Aurelian Mihai e Theodor Paleologu, che aderiscono al gruppo del Partito Nazionale Liberale.
- Il 9 febbraio 2015 lascia la componente Camelia Margareta Bogdănici, che aderisce al gruppo del Partito Social Democratico.
- Il 23 febbraio 2015 aderisce alla componente Virgil Guran, proveniente dal gruppo parlamentare liberale conservatore.
- Il 4 marzo 2015 lasciano la componente Adrian Gurzău, Petru Movilă, Clement Negruț e Eugen Tomac, che aderiscono al gruppo parlamentare democratico popolare, e Mihai Tararache, che aderisce al gruppo del Partito Nazionale Liberale.
- Il 6 marzo 2015 lascia la componente Florian Daniel Geantă, che aderisce al gruppo parlamentare democratico popolare.
- Il 9 marzo 2015 lascia la componente Marin Anton, che aderisce al gruppo del Partito Social Democratico.
- Il 31 marzo 2015 aderisce alla componente Romeo Rădulescu, proveniente dal gruppo parlamentare liberale conservatore.
- Il 1º aprile 2015 aderisce alla componente Andrei Răzvan Condurățeanu, proveniente dal gruppo del Partito Social Democratico.
- Il 28 aprile 2015 lascia la componente Răzvan Rotaru, che aderisce al gruppo parlamentare democratico popolare.
- Il 25 maggio 2015 lascia la componente Dumitru Niculescu, che aderisce al gruppo del Partito Social Democratico.
- Il 3 giugno 2015 aderiscono alla componente Adrian Gurzău, Petru Movilă, Clement Negruț e Eugen Tomac, provenienti dal gruppo parlamentare nazional democratico.
- Il 17 giugno 2015 lascia la componente Radu Mihai Popa, che aderisce al gruppo parlamentare democratico popolare.
- Il 26 giugno 2015 lascia la componente Virgil Guran, che aderisce al gruppo del Partito Nazionale Liberale.
- Il 29 giugno 2015 lascia la componente Valentin Blănariu, che aderisce al gruppo del Partito Social Democratico.
- Il 30 giugno 2015 lascia la componente Paul Dumbrăvanu, che aderisce al gruppo del Partito Nazionale Liberale.
- Il 31 agosto 2015 lascia la componente Răzvan Ionuț Tănase, che aderisce al gruppo parlamentare democratico popolare.
- Il 1º settembre 2015 lascia la componente Liliana Ciobanu, che aderisce al gruppo parlamentare nazional democratico.
- Il 21 settembre 2015 lascia la componente Dumitru Chiriță, che aderisce al gruppo del Partito Social Democratico.
- Il 2 ottobre 2015 lascia la componente Scarlat Iriza, che aderisce al gruppo del Partito Social Democratico.
- Il 19 ottobre 2015 lascia la componente Cornel George Comșa, che aderisce al gruppo parlamentare nazional democratico.
- Il 18 novembre 2015 aderisce alla componente Cezar Cioată, proveniente dal gruppo dell'Alleanza dei Liberali e dei Democratici.
- Il 14 dicembre 2015 aderisce alla componente Mihai Sturzu, proveniente dal gruppo del Partito Social Democratico.
- Il 21 dicembre 2015 aderiscono alla componente Ștefan Burlacu e Răzvan Ionuț Tănase, provenienti dal gruppo parlamentare nazional democratico. Lascia la componente Cezar Cioată, che aderisce al gruppo del Partito Social Democratico.
- Il 22 dicembre 2015 si discioglie il gruppo parlamentare nazional democratico. Aderiscono alla componente Gabriela Lola Anghel, Viorel Ionel Blăjuț, Liliana Ciobanu, Cornel George Comșa, Mihai Deaconu, Daniel Fenechiu, Ion Cristinel Marian, Daniel Vasile Oajdea, Radu Mihai Popa e Răzvan Rotaru. Aderisce alla componente anche Marian Avram, proveniente dal gruppo del Partito Nazionale Liberale.
- Il 1º febbraio 2016 aderiscono alla componente Scarlat Iriza, proveniente dal gruppo del Partito Social Democratico, e Gheorghe Udriște, proveniente dal gruppo del Partito Nazionale Liberale.
- Il 2 febbraio 2016 lascia la componente Marian Avram, che aderisce al gruppo del Partito Social Democratico.
- Il 18 febbraio 2016 lascia la componente Romeo Rădulescu, che aderisce al gruppo del Partito Social Democratico.
- Il 2 marzo 2016 Florin Aurelian Popescu si dimette dopo aver ricevuto una condanna in primo grado per malversazione[36][37].
- Il 9 marzo 2016 aderisce alla componente Vasile Popeangă, proveniente dal gruppo del Partito Social Democratico.
- Il 16 marzo 2016 aderisce alla componente Adrian Mocanu, proveniente dal gruppo del Partito Social Democratico.
- Il 22 marzo 2016 aderisce alla componente Camelia Khraibani, proveniente dal gruppo del Partito Social Democratico.
- Il 25 marzo 2016 aderisce alla componente Marian Enache, proveniente dal gruppo dell'Unione Nazionale per il Progresso della Romania.
- Il 4 maggio 2016 aderisce alla componente Iacob Pușcaș, proveniente dal gruppo dell'Unione Nazionale per il Progresso della Romania.
- Il 6 giugno 2016 aderisce alla componente Octavian Marius Popa, proveniente dal gruppo del Partito Nazionale Liberale.
- L'8 giugno 2016 aderisce alla componente Valeriu Zgonea, proveniente dal gruppo del Partito Social Democratico.
- Il 27 giugno 2016 lascia la componente Viorel Ionel Blăjuț, che aderisce al gruppo del Partito Social Democratico.
- Il 28 giugno 2016 lascia la componente Răzvan Rotaru, che aderisce al gruppo dell'Unione Nazionale per il Progresso della Romania.
- Il 12 luglio 2016 Marian Enache si dimette dopo essere stato nominato giudice della Corte costituzionale della Romania[42].
- Il 13 luglio 2016 lasciano la componente Ștefan Burlacu, Andrei Răzvan Condurățeanu, Ion Cristinel Marian e Radu Mihai Popa, che aderiscono al gruppo dell'Unione Nazionale per il Progresso della Romania.
- Il 20 luglio 2016 lasciano la componente Adrian Gurzău, Petru Movilă, Clement Negruț, Eugen Tomac e Gheorghe Udriște, che aderiscono al gruppo dell'Unione Nazionale per il Progresso della Romania.
- Il 10 agosto 2016 aderisce alla componente Laurențiu Țigăeru Roșca, proveniente dal gruppo dell'Unione Nazionale per il Progresso della Romania.
- Il 24 agosto 2016 aderisce alla componente Marius Manolache, proveniente dal gruppo del Partito Social Democratico.
- Il 29 agosto 2016 aderisce alla componente Aurel Niculae, proveniente dal gruppo dell'Unione Nazionale per il Progresso della Romania.
- Il 1º settembre 2016 aderisce alla componente Ion Eparu, proveniente dal gruppo del Partito Social Democratico. Lasciano la componente Adrian Mocanu e Vasile Popeangă, che aderiscono al gruppo dell'Unione Nazionale per il Progresso della Romania, e Scarlat Iriza, che aderisce al gruppo dell'Alleanza dei Liberali e dei Democratici.
- Il 5 settembre 2016 aderisce alla componente Adriana Diana Tușa, proveniente dal gruppo del Partito Nazionale Liberale. Lascia la componente Octavian Marius Popa, che aderisce al gruppo dell'Alleanza dei Liberali e dei Democratici.
- Il 6 settembre 2016 lascia la componente Aurel Niculae, che aderisce al gruppo del Partito Nazionale Liberale.
- Il 21 settembre 2016 aderisce alla componente Gheorghe Frăticiu, proveniente dal gruppo del Partito Social Democratico.
- Il 26 settembre 2016 lascia la componente Maria Dragomir, che aderisce al gruppo del Partito Nazionale Liberale.
- Il 10 ottobre 2016 aderisce alla componente Sorin Teju, proveniente dal gruppo del Partito Nazionale Liberale. Lasciano la componente Gabriela Lola Anghel, Mihai Deaconu e Daniel Fenechiu, che aderiscono al gruppo del Partito Nazionale Liberale.
- Il 17 ottobre 2016 aderisce alla componente Romeo Rădulescu, proveniente dal gruppo del Partito Social Democratico.
- Il 18 ottobre 2016 aderisce alla componente Ioan Axente, proveniente dal gruppo del Partito Social Democratico.
- Il 24 ottobre 2016 aderisce alla componente Liviu Harbuz, proveniente dal gruppo dell'Unione Nazionale per il Progresso della Romania.
- Il 31 ottobre 2016 aderisce alla componente Viorel Ionel Blăjuț, proveniente dal gruppo del Partito Nazionale Liberale.
- Il 7 novembre 2016 aderisce alla componente Neviser Zaharcu, proveniente dal gruppo del Partito Social Democratico.
- Il 28 novembre 2016 Viorel Ionel Blăjuț (Non iscritti) si dimette per non beneficiare della pensione parlamentare[47].